# Aeropuerto Internacional La Aurora
El Aeropuerto Internacional La Aurora (IATA: GUA, OACI: MGGT) es la principal terminal aérea internacional de Guatemala. Está ubicado en la zona 13 de la Ciudad de Guatemala a 6 km del centro de la ciudad.
El aeropuerto se encuentra a una altitud de 1509 m s. n. m., y tiene una pista de asfalto con una longitud de 2990 m y una anchura de 60 m. La pista de aterrizaje y la pista de rodaje fueron totalmente rehabilitadas en marzo de 2010.
Está administrado por la Dirección General de Aeronáutica Civil, entidad del estado de Guatemala. La terminal aérea fue remodelada en 2005 por el gobierno de Oscar Berger Perdomo; las instalaciones fueron expandidas para poder atender al incremento en el flujo de pasajeros y de carga aérea. Actualmente cuenta con veintidós puertas de abordaje, además la posición -22 a la 25- son remotas. 
La terminal del aeropuerto cuenta con wifi, salas de entretenimiento, restaurantes y bares.

## Historia

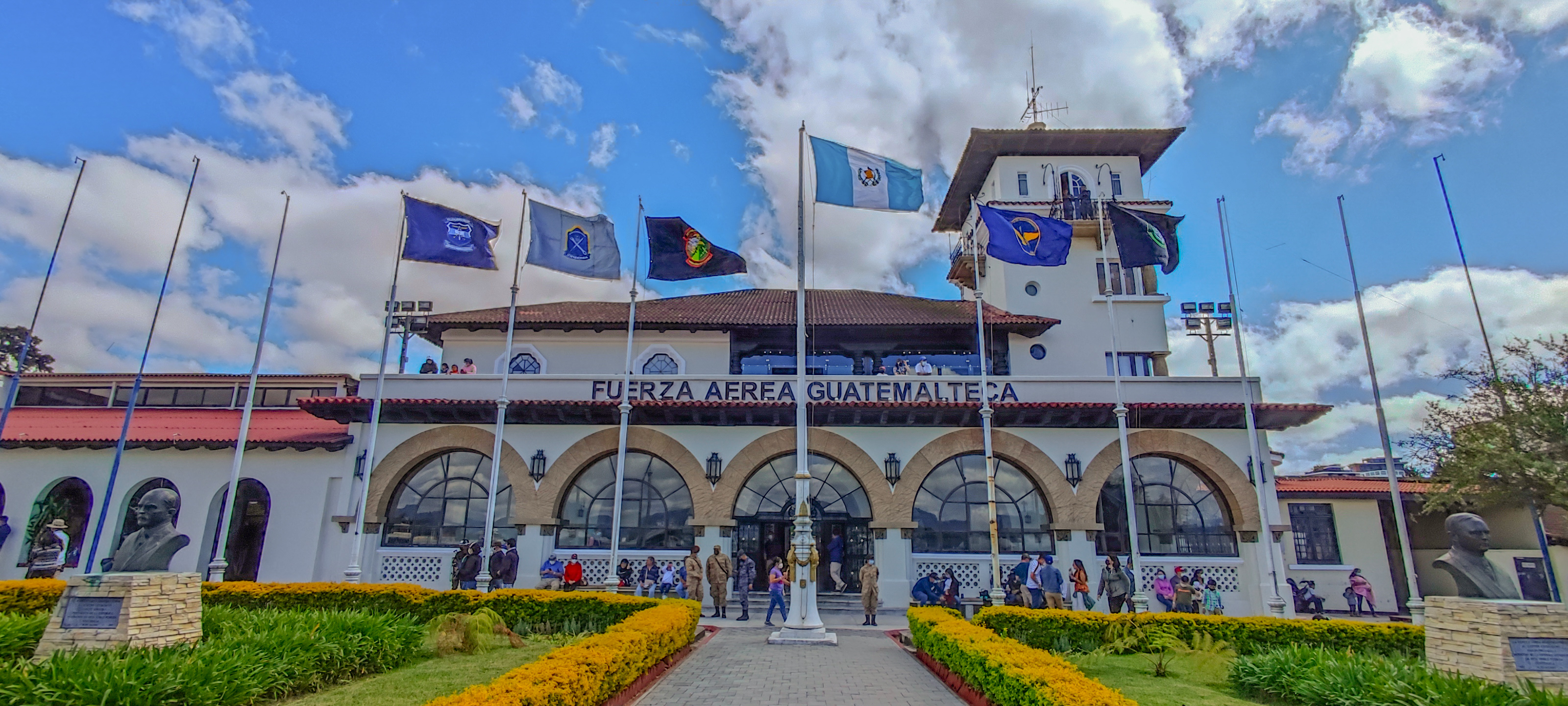
La terminal original del Aeropuerto Internacional La Aurora actualmente es la sede de la Fuerza Aérea Guatemalteca.

«La Aurora» era una zona verde con un área de seis caballerías y más de cincuenta manzanas en el sur de la capital y que perteneció al presidente general Manuel Lisandro Barillas Bercián. Cuando Barillas entregó el poder al general José María Reyna Barrios en 1892, éste tomó posesión de una gran parte de la finca con el propósito de llevar a cabo su plan de desarrollo de un área recreacional, lo que formaba parte de sus planes de mejoramientos para el crecimiento de la capital.  Dichos planes incluían el desarrollo de la finca La Aurora y la construcción de una estación de ferrocarril, el cual iba a correr a lo largo del Bulevar «30 de junio».  El eje central de estas mejoras era la Exposición Centroamericana de 1897, la cual se desarrolló en los salones construidos en el bulevar, y cuyo éxito dependía de la finalización del ferrocarril interoceánico, principal proyecto económico de Reyna Barrios y que hubiera significado una gran fuente de ingresos para el país si se hubiese concluido a tiempo.  Pero la exposición fracasó cuando no se logró construir el ferrocarril interoceánico en su totalidad, y la situación económica de Guatemala quedó en situación por demás precaria, ya que las deudas en que había incurrido el general Reyna Barrios con bancos ingleses eran considerables.
El general Reyna Barrios fue asesinado en febrero de 1898 y sus planes de mejoramiento ya no se concretaron, y su sucesor, el licenciado Manuel Estrada Cabrera tuvo que preocuparse por pagar la deuda inglesa. La finca tenía tres entradas: Pamplona, Los Arcos e Hincapié y había una avenida llamada «Paseo La Aurora» que atravesaba el parque con varias veredas que se conectaban en una plaza central, el cual se le nombró «Plaza Reyna Barrios».
Las necesidades aeroportuarias de la ciudad de Guatemala motivaron la construcción del Aeropuerto La Aurora, cuyas primeras actividades ocurrieron en 1923, durante el gobierno del general José María Orellana; hasta entonces, el Campo de Marte era el espacio que se había utilizado para realizar los primeros experimentos aeronáuticos en Guatemala. Originalmente, la finca La Aurora constaba únicamente de una pista de grama, que eran suficientes para satisfacer las necesidades de la década de 1930.
El Hipódromo del Sur fue inaugurado oficialmente en 1923 por el presidente general Orellana, y fue un lugar de gran popularidad en el parque nacional «La Aurora». La pista de hipódromo tenía una longitud de 1600 metros por 30 metros de ancho y capacidad para 1600 espectadores; sus instalaciones incluían caballerizas, establos y graderías techadas. En esa época se podía admirar los ejercicios hípicos, jaripeos, y carreras de caballos. En 1926, el presidente general Lázaro Chacón ordenó la construcción de nuevas instalaciones y remodelaciones del hipódromo para aumentar la diversidad de los eventos, ferias y amenidades, lo que mantuvo a la estructura en continua remoldelación y expansión.
En 1931, durante los primeros días de la presidencia del general Jorge Ubico (1931-1944) se terminó la construcción de nuevas instalaciones en el hipódromo las cuales incluían la tribuna presidencial y garitas para los jueces de campo. En 1935 se terminó la construcción de la primera concha acústica en Guatemala en las inmediaciones del hipódromo y se inició la celebración de una feria internacional, para la cual se instalaron juegos mecánicos y se presentaron eventos culturales y sociales de todo tipo. La feria se celebraba en noviembre, en honor al cumpleaños del general Ubico.
Durante el resto del gobierno del general Ubico la ciudad se expandió hacia el sur, con la construcción del edificio del Aeropuerto Internacional La Aurora sobre la Avenida de Hincapié, los salones de exposiciones de la «Feria de noviembre»  El edificio fue construido como parte de las instalaciones de la base aérea que el gobierno de los Estados Unidos estableció en el aeropuerto; la primera pista pavimentada se construyó en 1942, con dos mil metros.

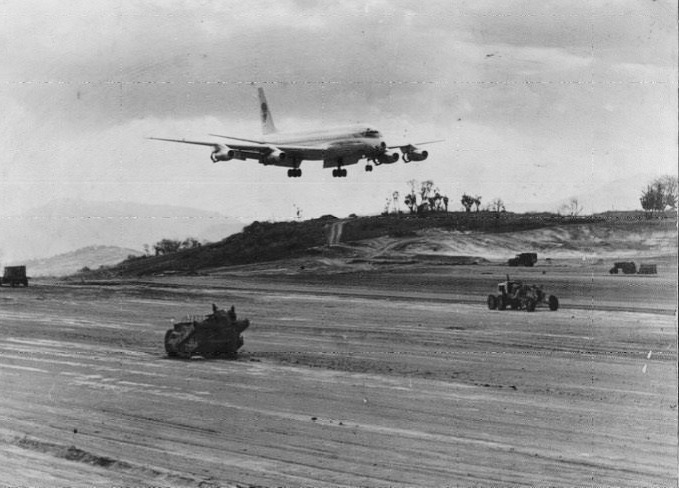
Avión DC-8 de Panavías, primer avión de propulsión a chorro que aterrizó en La Aurora, en 1960. Obsérvese que la pista todavía no estaba concluida.

En 1959 se ampliaron quinientos metros en cada extremo de la pista de aterrizaje, lo que permitió que aterrizara el primer avión a chorro comercial: un DC-8 de Panavías, una subsidiaria de Pan American World Airways;  este avión aterrizó cuando la pista todavía estaba incompleta y el tren de aterrizaje de la aeronave se dañó, pero no de gravedad y pudo despegar sin problemas posteriormente. 
Cuando el tráfico de aviones de propulsión a chorro se incrementó, fue necesario construir una nueva terminal de pasajeros, la que fue iniciada en 1966 y se concluyó en 1968, durante el gobierno del licenciado Julio César Méndez Montenegro.

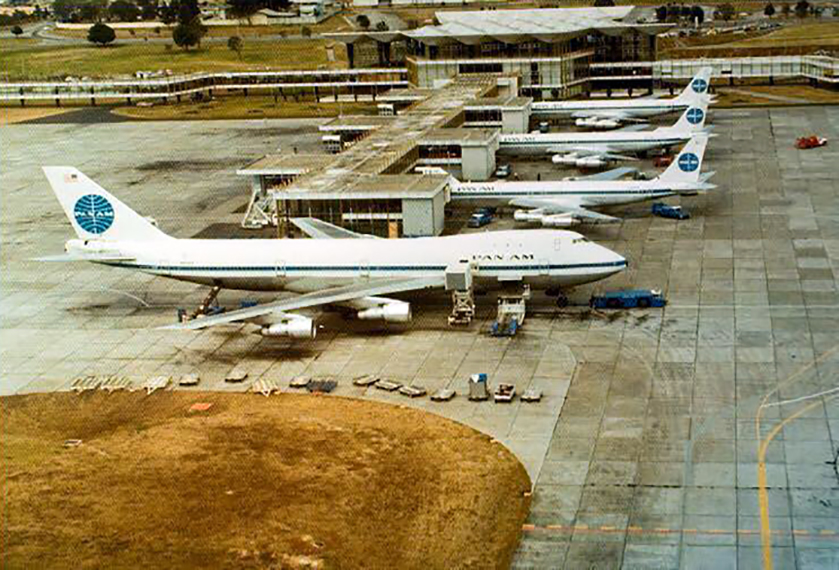
Aeropuerto la Aurora durante los años 70

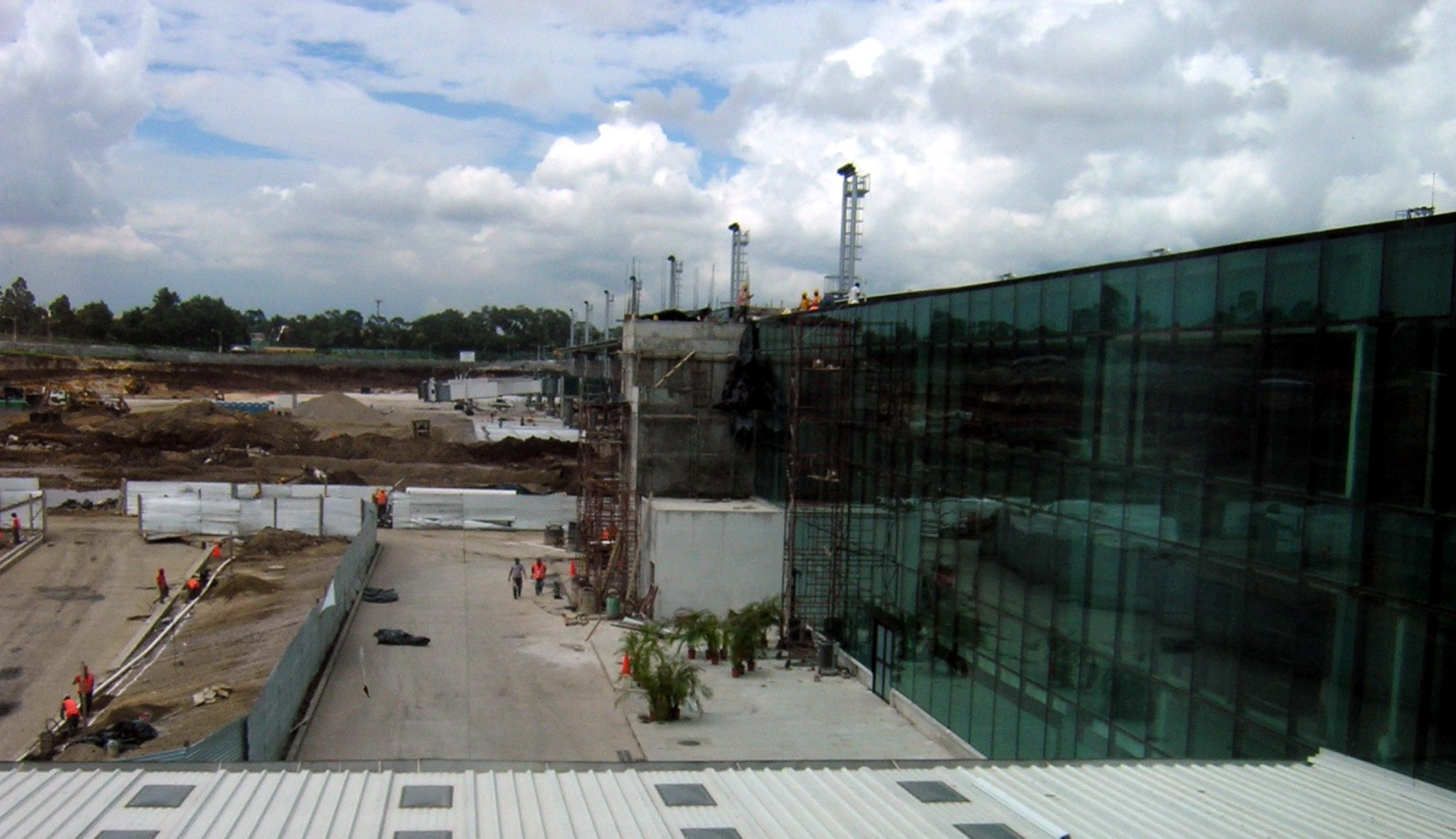
Aeropuerto La Aurora durante su expansión en 2005.

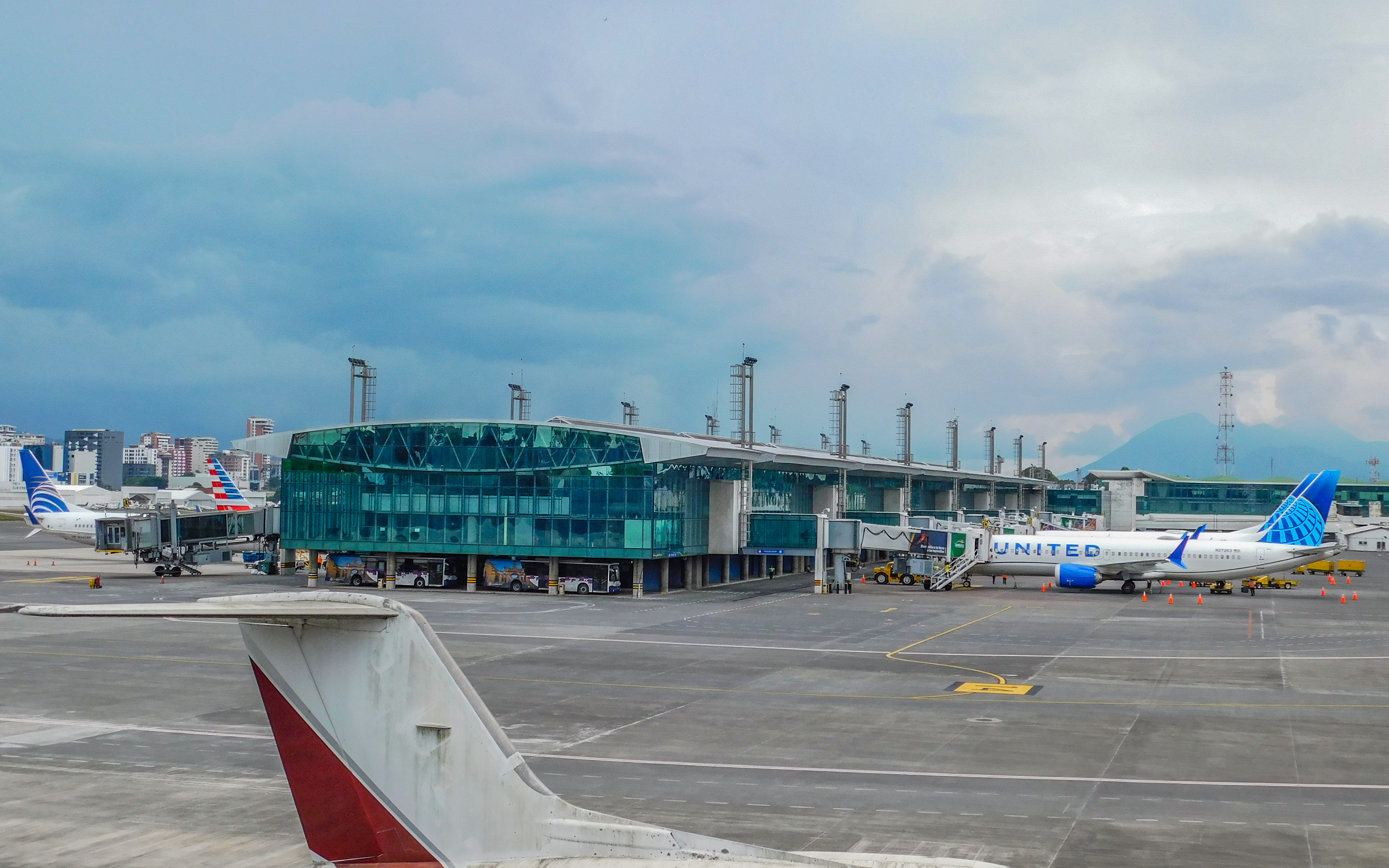
Área norte del aeropuerto tras su remodelación.

El 14 de abril de 2005, durante el gobierno de Oscar Berger Perdomo, Guatemala inició una mejora sustancial en infraestructura y seguridad operacional en sus principales Aeropuertos Internacionales. El Proyecto de Ampliación, Remodelación y Modernización del Aeropuerto Internacional La Aurora, denominado «Plan nueva Aurora», el que contó con asesoría de la Organización de Aviación Civil Internacional –OACI-.
Todas estas ampliaciones, mejoras en servicios e instalaciones, e incrementos en los estándares de seguridad operacional, le han permitido al país cumplir con los estándares internacionales tras pasar con éxito el examen del Programa Universal de Auditorías de la OACI en el segundo semestre de 2007. Los trabajos realizados fueron:
- Habilitación de áreas, compra y puesta en funcionamiento de una máquinas de Rayos X en el acceso al área de salidas internacionales.
- Instrucción y certificación por parte de expertos de OACI, de la primera promoción de agentes y supervisores de seguridad aeroportuaria (AVSEC).
- Remodelación completa y cambio de equipo en cuatro baterías de servicios sanitarios en el segundo y primer nivel del Edificio Terminal.
- Construcción de un edificio de estacionamiento de tres niveles con capacidad de atención simultánea de cuatrocientos ochenta vehículos, y un acceso techado a través de rampas y puentes, para desembarques y embarque de pasajeros.
- Construcción de 22 puertas de abordaje
- Un área de 3000 m² para facturación de líneas aéreas en el 3.er nivel, en el cual se atiende a los pasajeros que salen de Guatemala.
- El 3.er nivel cuenta con cien mostradores de facturación dobles para que las líneas aéreas puedan atender a los pasajeros
- Diez elevadores de pasajeros y un elevador para carga, sumando a la instalación de catorce escaleras eléctricas .
- Se acondicionó el aeropuerto para personas con discapacidades físicas, adaptando todos los diseños a la normativa Internacional en ese sentido.
- Un área de 3000 m² para espacios comerciales y tiendas de puerto libre.
- Un área de 2000 m² para recepción de pasajeros que ingresan al país en el primer nivel, con nueva puertas de salida dobles a lo largo de cien metros de ancho.
- Veinticinco puntos de embarque y atención de aeronaves hasta tipo B747 o A340, con sus respectivas salas de espera, acondicionadas cumpliendo con normativas internacionales.
- Nuevo sistemas de fajas, con cuatrocientos noventa y cinco metros lineales efectivos de atención.
- Veinticuatro posiciones de Migración, se habilitaran áreas adicionales para realización de colas y atención simultánea.[8]

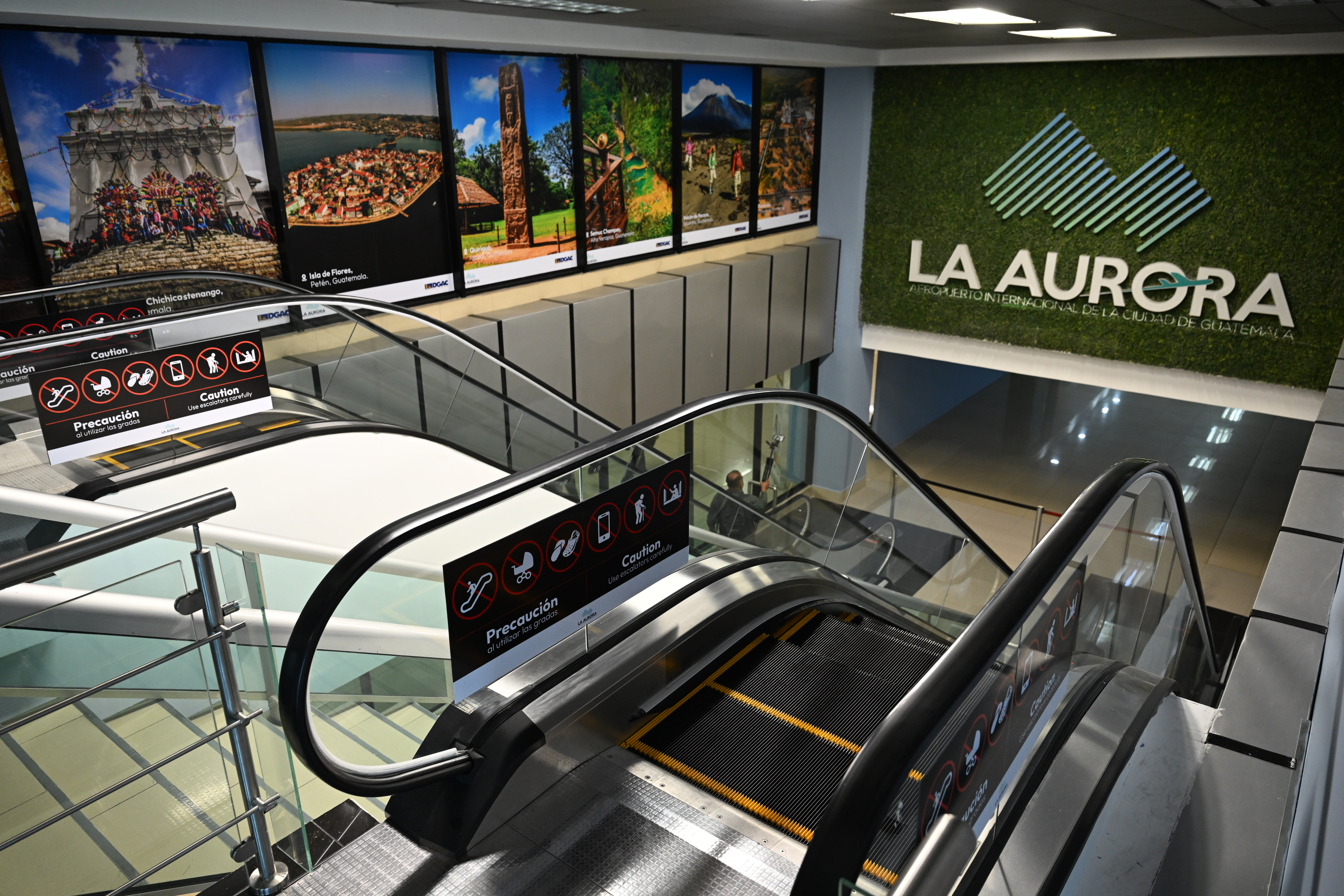
Interior del Aeropuerto Internacional La Aurora.

La expansión del aeropuerto abarcó a la antigua pista del Hipódromo del Sur, el cual quedó abandonado desde entonces; las ruinas de sus graderíos de madera se observan a un lado de la carretera de egreso del aeropuerto.

### El robo del siglo
El jueves 7 de septiembre de 2006 tres asaltantes, que lograron ingresar al área internacional del Aeropuerto La Aurora, robaron ocho millones de dólares sin hacer un solo disparo; el robo podría ser el más cuantioso ocurrido en Guatemala dijo el entonces ministro de Gobernación, Carlos Vielman. El dinero pertenecía a distintos bancos privados del sistema e iba a ser trasladado a la Reserva Federal de Estados Unidos.
El asalto al camión blindado ocurrió en el área internacional, por lo que los custodios del dinero no iban armados, puesto que las armas de fuego son prohibidas en la pista. Los asaltantes iban en un vehículo con palangana que simuló pertenecer al aeropuerto, y amarraron a los trabajadores que transportaban el dinero en un carrito del aeropuerto hacia el avión que haría el traslado. En un principio se había anunciado la muerte de una persona, pero horas más tarde fue desmentido; el asalto fue perpetrado en la rampa número siete del aeropuerto y ocurrió a las 7:30 horas local; los ladrones escaparon en un vehículo supuestamente propiedad de la Dirección General de Aeronáutica Civil de Guatemala. Decenas de agentes de la PNC y del Ministerio Público tomaron el aeropuerto; los vuelos fueron suspendidos temporalmente, y no se permitía la entrada ni salida de ninguna persona.
El 5 de octubre, en una conferencia de prensa, el asesor de investigaciones del ministerio de Gobernación, Víctor Rivera —quien luego estaría involucrado en el Caso PARLACEN y asesinado—, dijo que habían identificado a quince supuestos participantes del atraco, que ya se conocía como el «robo del siglo»; la policía había localizado a los sospechosos tras realizar allanamientos en la Ciudad de Guatemala. A pesar de haber realizado esas pesquisas, las autoridades se contradijeron en cuanto a haber encontrado dinero: mientras que el ministro de gobernación Carlos Vielman dijo que no se había encontrado dinero, el jefe de la policía, Erwin Sperisen había dicho que sí se había localizado. En noviembre de 2006, se reportó que dos de los seis guatemaltecos buscados por treinta y ocho robos a residencias salvadoreñas estaban implicados en el robo de 8.6 millones de dólares en el Aeropuerto La Aurora: Miguel Arturo Albizures Pineda y Germán Trujillo Ramírez.  Albizures Pineda fue visto reunido en la casa donde, según autoridades guatemaltecas, tuvieron el dinero los tres días siguientes al del asalto al blindado que lo transportaba, mientras que Trujillo Ramírez, el que supuestamente proporcionó los lujosos autos en que se introdujeron al aeropuerto, ya estaba detenido en el penal de Mariona en El Salvador desde el 18 de septiembre, once días después del atraco en La Aurora, ingresado por robo agravado. Según investigaciones salvadoreñas, los guatemaltecos buscados eran los responsables de cometer el 60% de los asaltos residenciales.
El Ministerio Público logró probar que parte del dinero que fue sustraído en el robo llegó a cuentas bancarias personales del coronel Francisco Estuardo Arana Barrios, quien confesó haber dirigido el robo, y fue sentenciado a quince años de prisión por el Tribunal Noveno de Sentencia Penal, al encontrarlo culpable de robo agravado.  En 2012, Francisco Estuardo Arana Barrera señaló como organizadores del hecho al entonces jefe del Departamento de Investigación Criminal —DIC—, Víctor Soto Diéguez, y el entonces jefe de la subestación policial de Villa Hermosa, Manfredo Ruano, quienes por trasladar las bolsas del museo del Niño —situado a la orilla de la pista del aeropuerto en la zona 13 de la Ciudad de Guatemala— hacia Petapa le habrían ofrecido trescientos mil dólares; además, indicó que tuvieron el apoyo de la Policía, y que en una reunión vio a Javier Figueroa y a Erwin Sperisen, subdirector y director general de la PNC, respectivamente, y a los hermanos Henry y José Luis Benítez —quienes participaron como asesores civiles en operaciones como la Pavo Real en Pavón y murieron asesinados en la Ciudad de Guatemala poco después. Arana aseguró que el traslado del dinero se hizo en al menos doce vehículos sin que la policía los molestara. Dos de los implicados —Hugo Federico Jordán, cómplice de Arana, y Ruano aparecieron muertos en octubre de 2006 ante lo que Arana dijo en 2012: «tengo tres años de no dormir, tengo tres años de pensar cuándo me van a ejecutar, porque la verdad creo que no me mataron, pues ellos necesitaban poner a alguien de autor intelectual o a un chivo expiatorio para que pague.»
José Manuel Moreno Botrán era el director de Aeronáutica Civil durante el gobierno de Óscar Berger. quien había nombrado al militar Juan Roberto Garrido, como jefe de Seguridad del aeropuerto La Aurora durante su gestión y durante cuya administración ocurrieron otros dos hechos significativos, aparte del robo del siglo:
- se intensificó el tráfico de ilegales y el contrabando
- el asesinato del técnico de control de vuelo José Emmanuel Méndez Dardón, por la denuncias que hizo de los negocios ilícitos que ocurrían en la administración de Moreno.[15]

En 2013 Arana fue condenado a otros quince años de prisión inconmutable cuando no pudo reintegrar el dinero robado y el Tribunal Segundo de Sentencia Penal lo sentenció por haber cometido el delito de lavado de dinero; su esposa, Ingrid Folgar, fue sentenciada a 17 años de prisión por el mismo caso. Sin embargo, en la madrugada del 27 de febrero de 2016, Arana apareció ahorcado en su celda.

### Casos de corrupción detectados en 2015

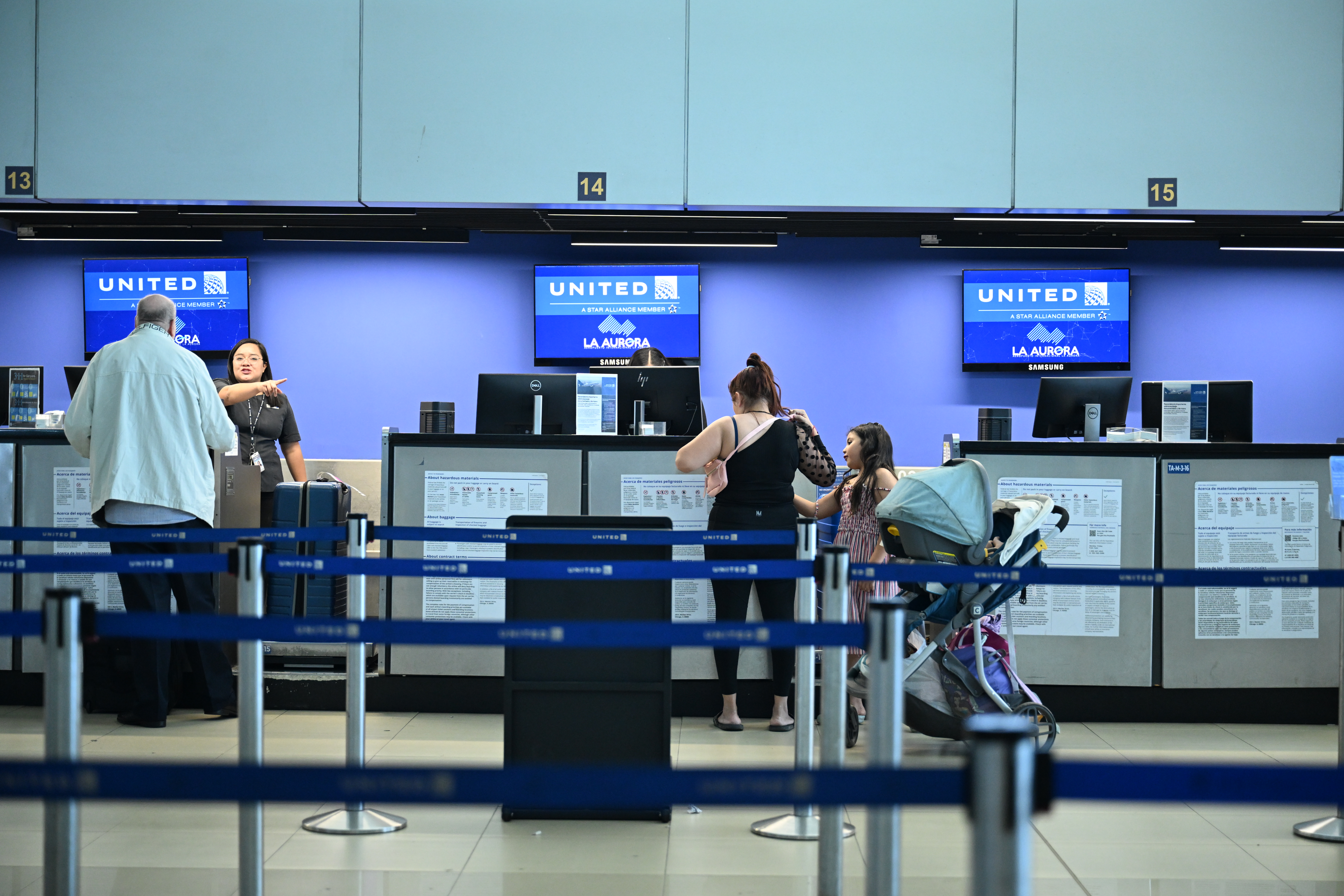
Zona de counters de la terminal aérea.

El 26 de mayo de 2015, como parte de los eventos desencadenados por las investigaciones de Comisión Internacional Contra la Impunidad en Guatemala que obligaron a la renuncia de la vicepresidenta Roxana Baldetti, del ministro de Gobernación Mauricio López Bonilla y del ministro de Energía y Minas Erick Archila, se supo que se rescindió el contrato para la terminal de combustibles en el Aeropuerto La Aurora debido a preferencia en la licitación y que poco antes de renunciar, el ministro de Gobernación rescindió el contrato para instalar servicios de seguridad en el Aeropuerto La Aurora ya que el mismo era nueve veces más caro que un contrato casi idéntico que se instaló en el Aeropuerto de Honduras.
El 31 de julio de 2015, la Fiscalía de Delitos Administrativos del Ministerio Público aprehendió a las personas involucradas en la exoneración de impuestos que gozaban las entidades WISA S.A. de Panamá y Tiendas Libres de Guatemala (TLG) -representantes de la cadena de tiendas «La Riviera»- con la autorización de la Superintendencia de Administración Tributaria, a partir de una denuncia recibida en 2013.  De acuerdo a la denuncia, en 2008 la SAT habría autorizado a TLG operar un Depósito Aduanero Privado en el Aeropuerto Internacional La Aurora para los espacios comerciales en el área internacional del aeropuerto, lo que representaría la exoneración de impuestos a la empresa con autorización de la SAT, a pesar de que el Congreso de la República es el único facultado para otorgar ese tipo de exoneración.
Los capturados -todos exfuncionarios de la SAT- son: Rudy Villeda, exdirector de la SAT entre 2008-2012 -durante el gobierno de Álvaro Colom-; Oscar Humberto Funes Alvarado, ex intendente de Aduanas; Mario Raúl Guzmán Marroquín, ex supervisor de programación de Auditoría; Lidia Lucrecia Roca, exjefe de gestión aduanera y Mayra Patricia Rodas Ruano, exjefe de Unidad de Normas y Procedimientos. Lucrecia Roca, ya había sido detenida previamente por estar vinculada en el Caso Redes y se encontraba en libertad condicional gracias a una medida sustitutiva.

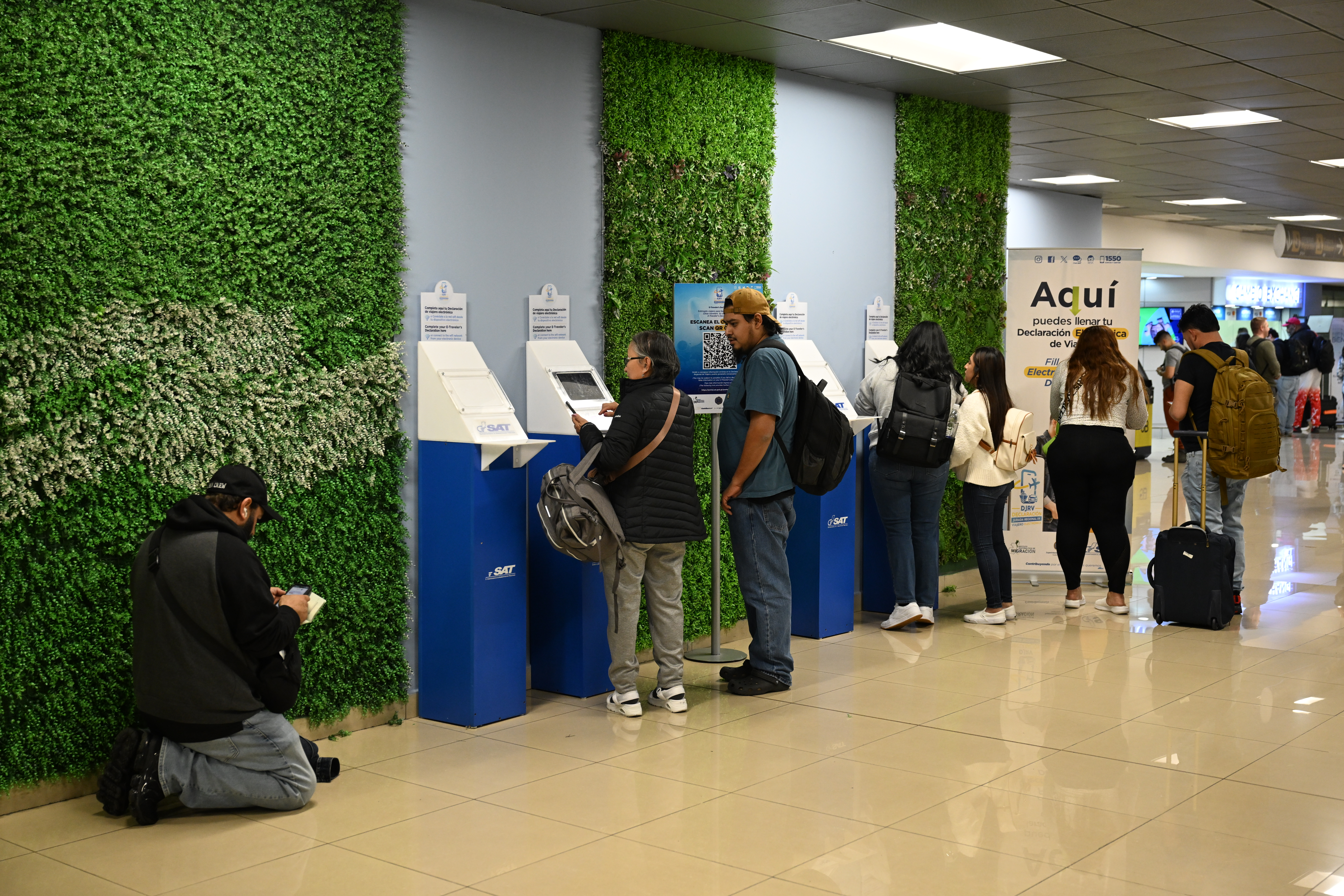
Ingreso al área de migración de la terminal.

También se giraron tres órdenes de captura internacionales contra Lucía Touzard Romo, representante legal de Tiendas Libres, y contra Mario Rodolfo Prado Herrera y Cristian Josué Girón Carreto. Prado Herrera y Girón Carreto se encuentran fuera de Guatemala desde hace varios meses, mientras Touzard Romo es de origen panameño.  Finalmente, se indicó que se investiga la contratación de Grupo Wisa y la posible implicación de la Dirección General de Aeronáutica Civil y se solicitó la clausura de Tiendas Libres y el Juzgado Quinto de Primera Instancia Penal que es el contralor, resolverá sobre la base de la primera declaración de los sindicados.  El 3 de agosto de 2015 los acusados por el caso quedaron ligados a proceso, con arraigo aunque fueron favorecidos con una medida sustitutiva de cincuenta mil quetzales y prisión domiciliaria mientras dure el proceso. En ese momento, las tiendas de «La Riviera» no fueron clausuradas y se les permitió seguir operando normalmente en el Aeropuerto Internacional La Aurora; sin embargo, el 8 de octubre de 2015, el Ministerio Público clausuró diez tiendas libres y una bodega en el aeropuerto, todas relacionadas con el caso.

### Supuesta violación a la seguridad de la pista de aterrizaje en 2016
El 19 de febrero de 2016 se hizo público en las redes sociales el video de un grupo de tres hombres que ingresaron subrepticiamente por la noche a las instalaciones de un hangar privado del Aeropuerto y abordaron un vehículo que supuestamente habían dejado anteriormente en el lugar, con el que recorrieron completa la pista de aterrizaje sin que se los impidiera la seguridad de la Terminal Aérea. Los hombres afirmaron que grabaron el incidente desde el momento en que llegaron a dejar el vehículo al aeropuerto de día, y luego cuando ingresaron ilegalmente por la noche por un muro perimetral sin ningún problema; también tenían otra persona grabando el automóvil desde los arriates de la pista. En el video se puede observar que había un avión jet comercial tomando pista cuando el vehículo ingresó ilegalmente a la pista principal.
Al conocerse el hecho, la Asociación Guatemalteca de Líneas Aéreas exigió a la Dirección General de Aeronáutica Civil que se incrementara la seguridad en las instalaciones del aeropuerto pues había quedado demostrado lo vulnerable del mismo.  Sin embargo,  el asunto resultó ser simplemente una publicidad de la marca del automóvil, hecha con videos tomados desde una avioneta.

## Oficinas gubernamentales en el aeropuerto

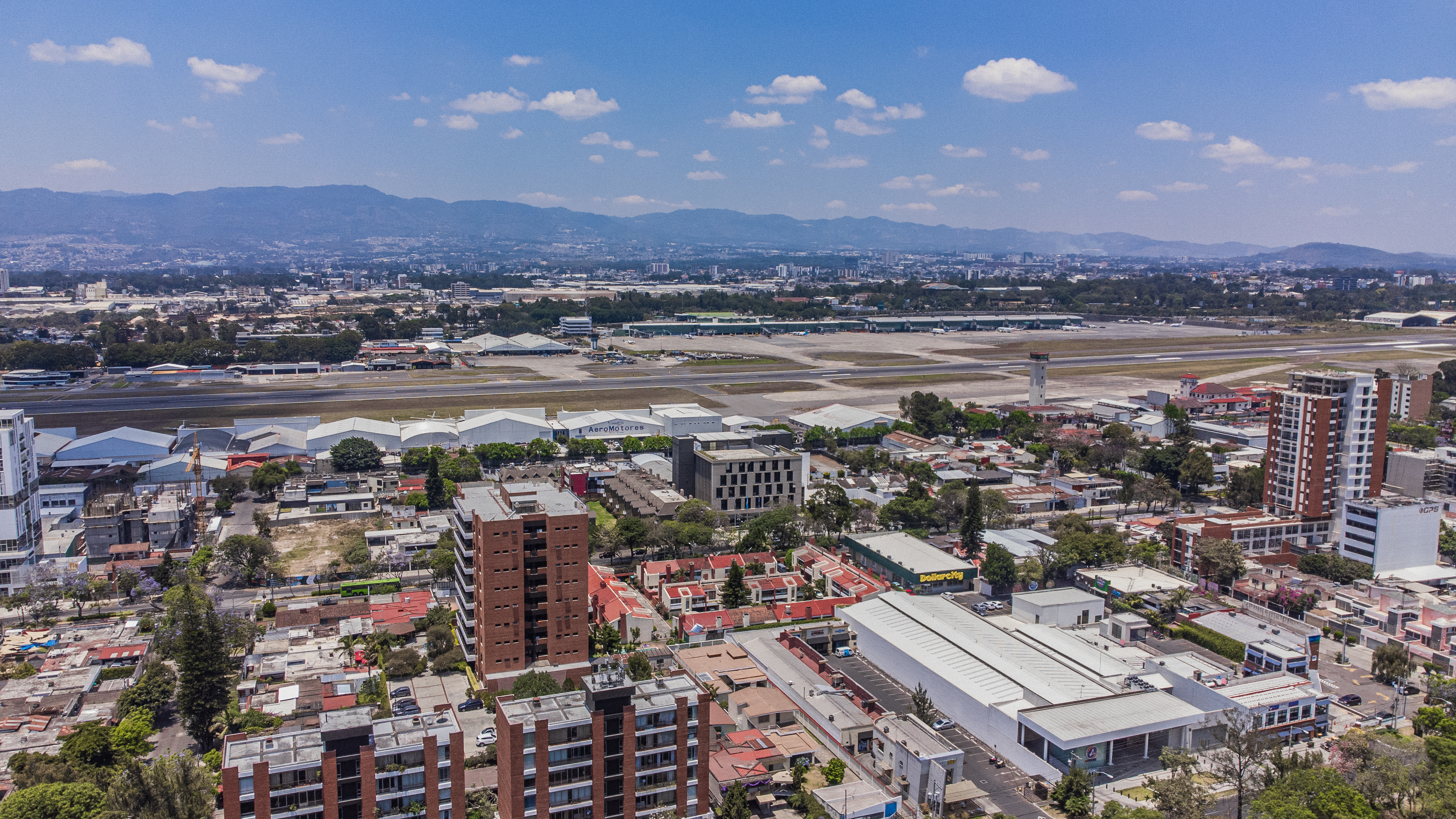
Vista hacia la pista 02/20 y el aeropuerto desde Zona 14.

- Dirección General de Aeronáutica Civil de Guatemala (DCAG): Esta entidad está facultada para supervisar la construcción y operación de aeródromos, la prestación de servicios de navegación y de control de tráfico aéreo, y la prestación de los servicios de transporte, de acuerdo a requisitos, estándares y normas internacionales que garanticen la eficiencia, regularidad, seguridad y protección al vuelo; así mismo, le asigna la función de acreditación y fiscalización del personal aeronáutico y entidades vinculadas al sector de aviación civil; y la investigación de incidentes y accidentes de aviación ocurridos en el territorio guatemalteco.[26]
- Comandancia de la Fuerza Aérea Guatemalteca «General José Víctor Mejía De León»: en 2003 se efectuó una reorganización de la Fuerza Aérea Guatemalteca en tres comandos aéreos regionales, convirtiendo la base de La Aurora en la comandancia «General José Víctor Mejía».  Esta comandacia cubre Guatemala, Baja Verapaz, Alta Verapaz (al sur de la sierra de Chamá), Izabal, Zacapa, Jutiapa, Chiquimula, El Progreso, Chimaltenango, Sacatepéquez, Sololá, Totonicapán, Quiché (excepto Ixcán)y Huehuetenango.[27]
- Fuerza Aérea de Guatemala: ocupa las instalaciones del antiguo edificio terminal.
- Escuela Militar de Aviación: estuvo localizada en el aeropuerto desde 1947 hasta su traslado a la base de Retalhuleu en 1989.[28]

## Aerolíneas y destinos

### Pasajeros

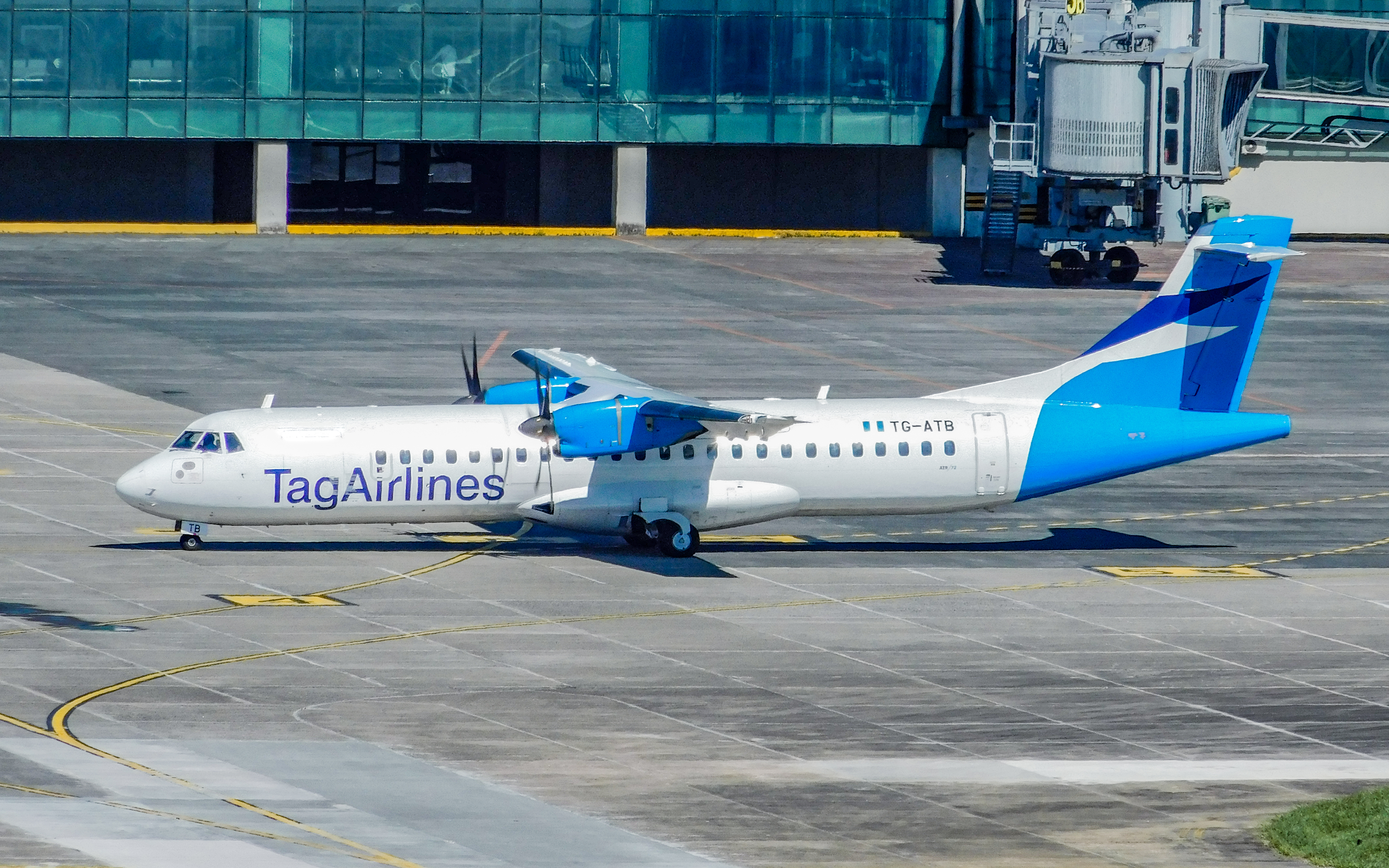
ATR 72-500 de TAG Airlines en el Aeropuerto Internacional La Aurora.

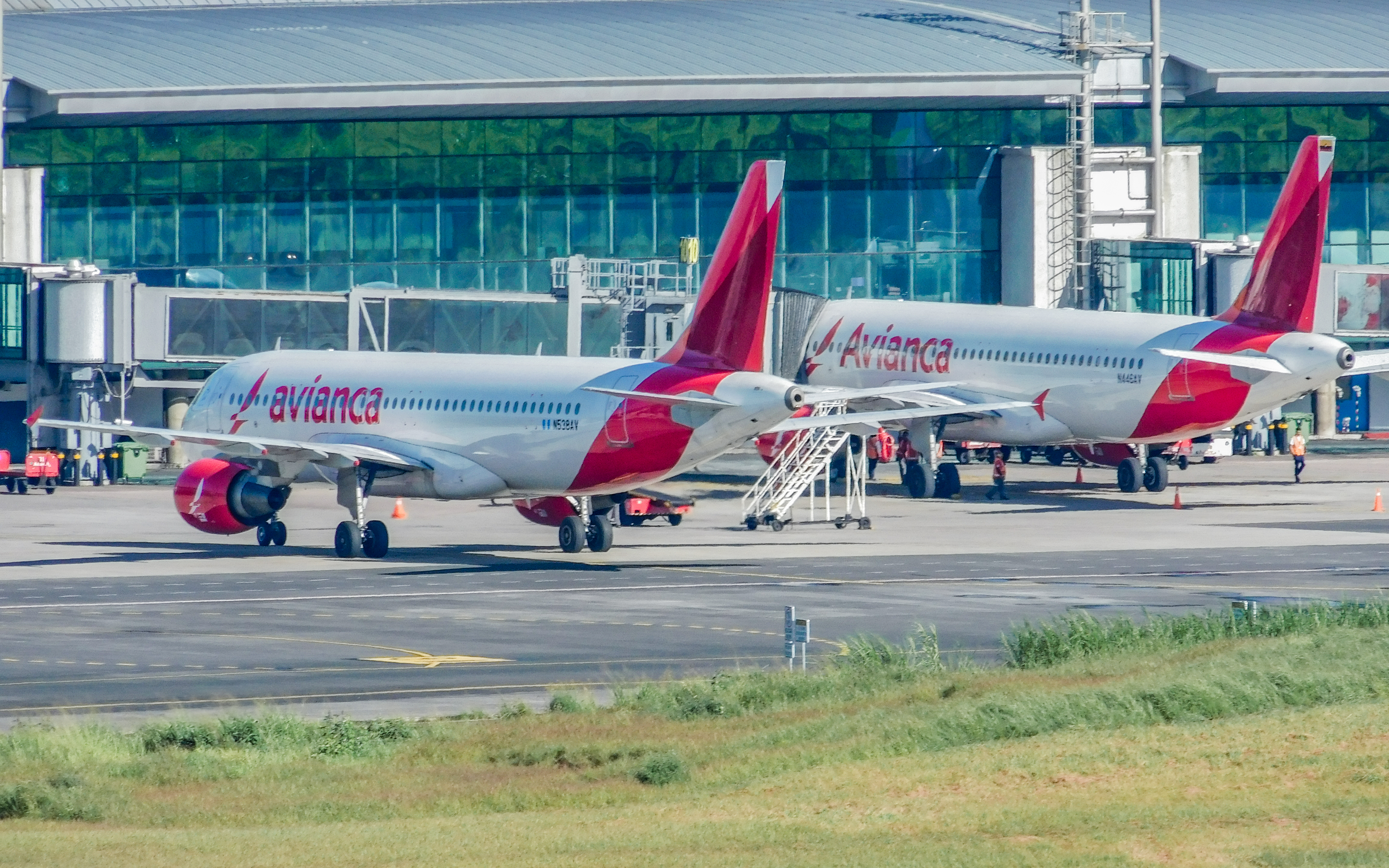
Airbus A320-214 de Avianca Guatemala en el Aeropuerto Internacional La Aurora.

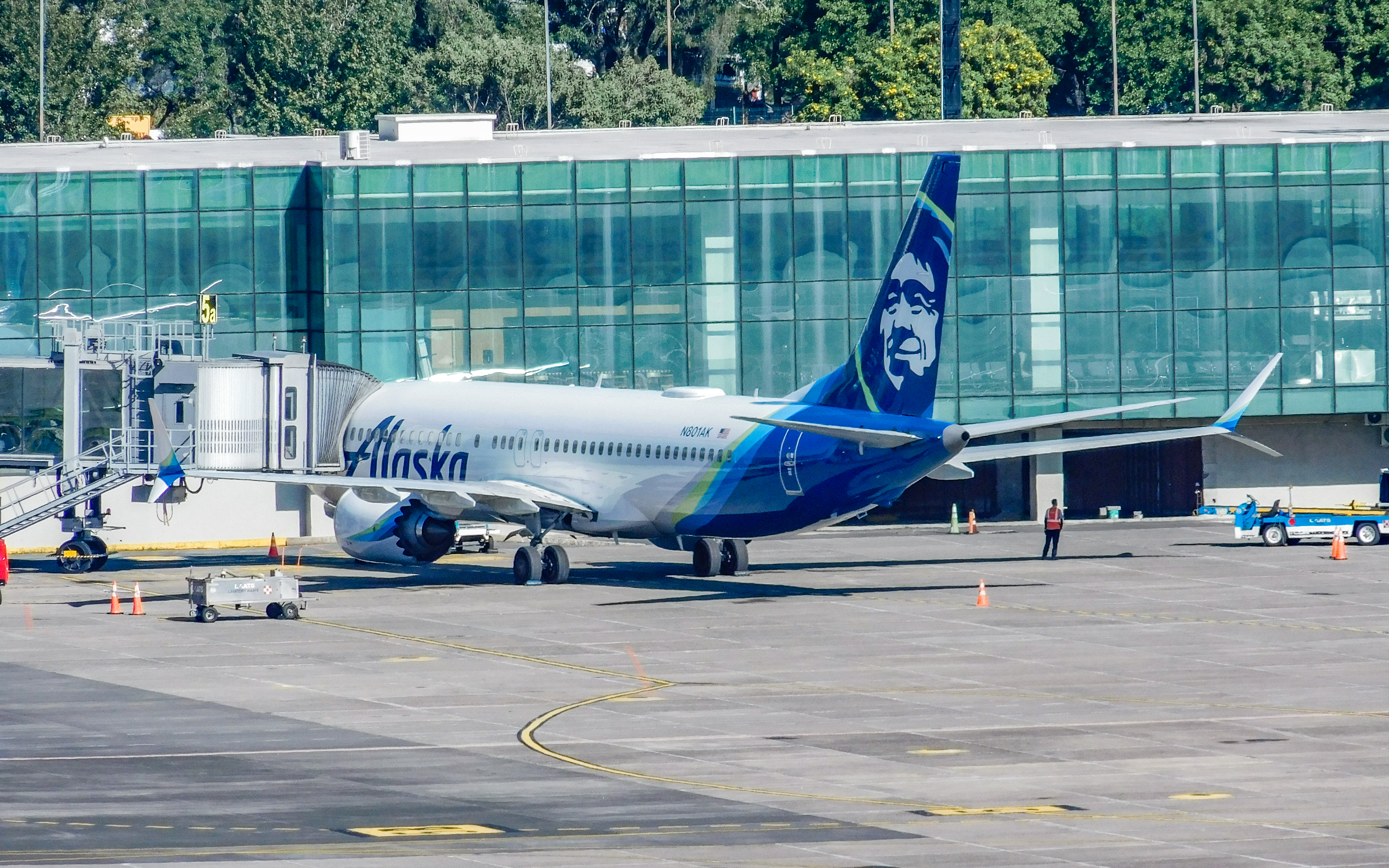
Boeing 737-8 MAX de Alaska Airlines en el Aeropuerto Internacional La Aurora.

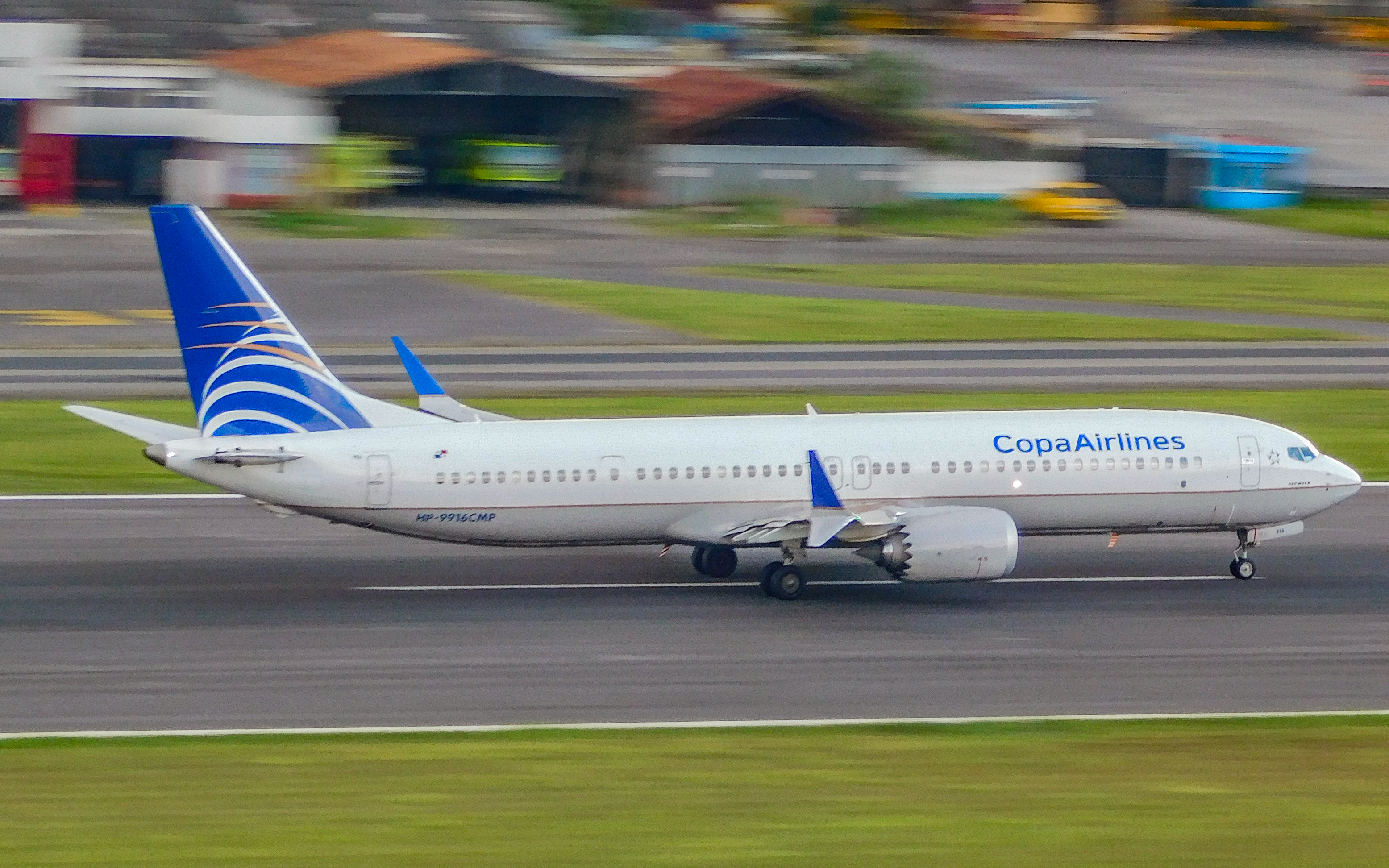
Boeing 737-9 MAX de Copa Airlines despegando en el Aeropuerto Internacional La Aurora.

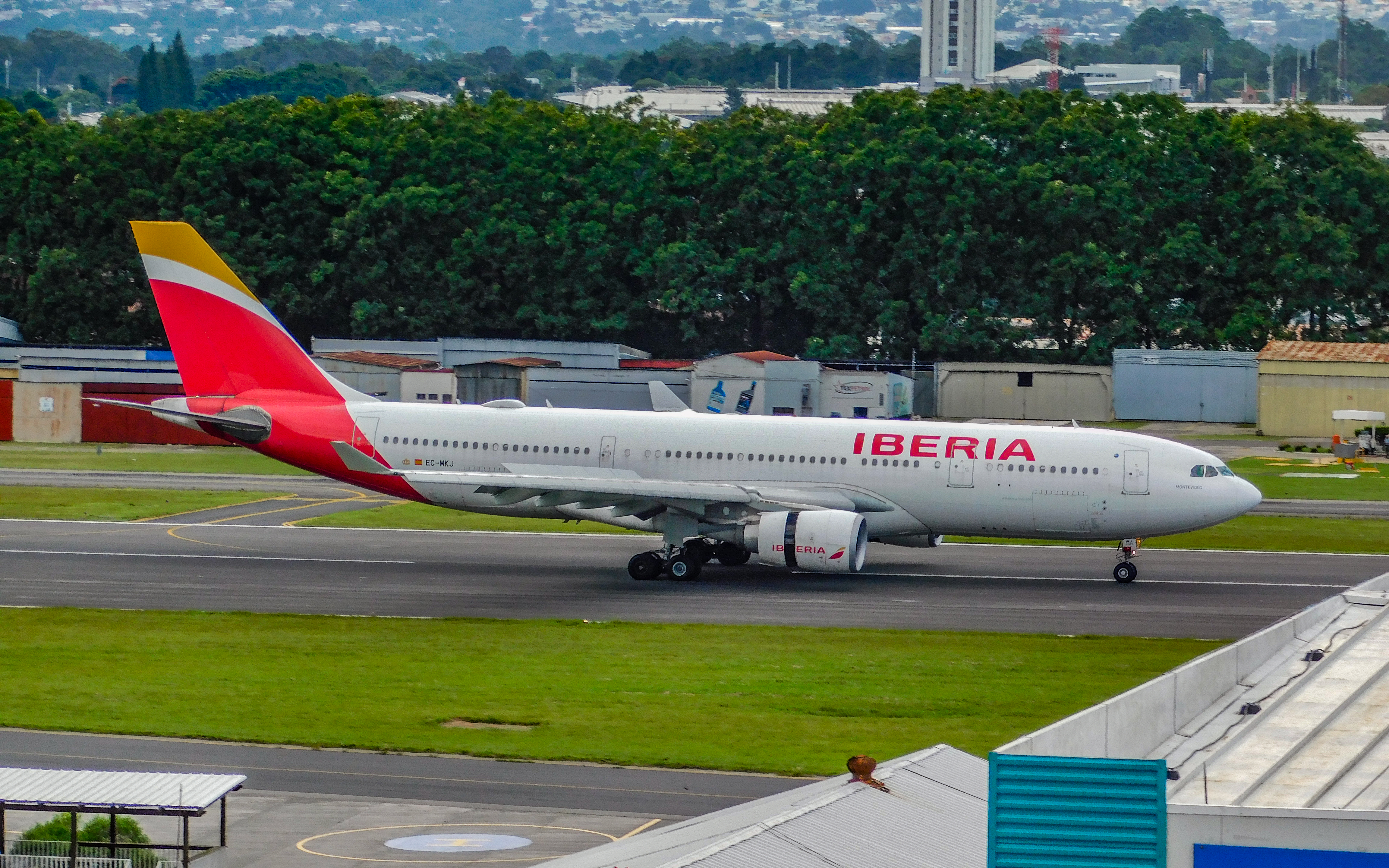
Airbus A330-202 de Iberia aterrizando en el Aeropuerto Internacional La Aurora.

| Aerolíneas          | Destinos |
| ------------------- | --- |
| Aeroméxico          | Ciudad de México |
| Aeroméxico Connect  | Ciudad de México |
| Air Canada          | Estacional: Montreal–Trudeau (inicia el 2 de octubre de 2025)                                                                                             |
| Alaska Airlines     | Los Ángeles |
| American Airlines   | Dallas/Fort Worth, Miami Estacional: Chicago-O'Hare (reinicia el 6 de noviembre de 2025)                                                                  |
| Arajet              | Santo Domingo–Las Américas |
| ARM Aviación        | Flores, Huehuetenango |
| Avianca             | Bogotá |
| Avianca Costa Rica  | Miami, San José (CR) Estacional: Chicago–O'Hare |
| Avianca El Salvador | Los Ángeles, Nueva York–JFK, San Salvador, Tegucigalpa/Comayagua, Washington–Dulles                                                                       |
| Avianca Guatemala   | Bogotá, Cancún, Flores, San Pedro Sula, San Salvador, Tegucigalpa/Comayagua                                                                               |
| CM Airlines         | San Pedro Sula |
| Copa Airlines       | Managua, Ciudad de Panamá–Tocumen, San José (CR) |
| Delta Air Lines     | Atlanta |
| Frontier Airlines   | Miami Estacional: Atlanta |
| Iberia              | Madrid |
| JetBlue Airways     | Fort Lauderdale, Nueva York–JFK |
| Spirit Airlines     | Fort Lauderdale, Houston–Intercontinental, Orlando |
| TAG Airlines        | Ciudad de Belice, Flores, Mérida, Puerto Barrios, Quetzaltenango, Retalhuleu, Roatán, San Pedro Sula, San Salvador, Tuxtla Gutiérrez Estacional: Huatulco |
| United Airlines     | Chicago-O'Hare, Houston–Intercontinental, Los Ángeles, Newark Estacional: Washington–Dulles                                                               |
| Volaris             | Cancún, Ciudad de México |
| Volaris Costa Rica  | Ciudad de México, Los Ángeles, San José (CR) |
| Volaris El Salvador | Cancún, San Salvador |
| Wingo               | Bogotá (inicia el 27 de octubre de 2025) |

### Carga

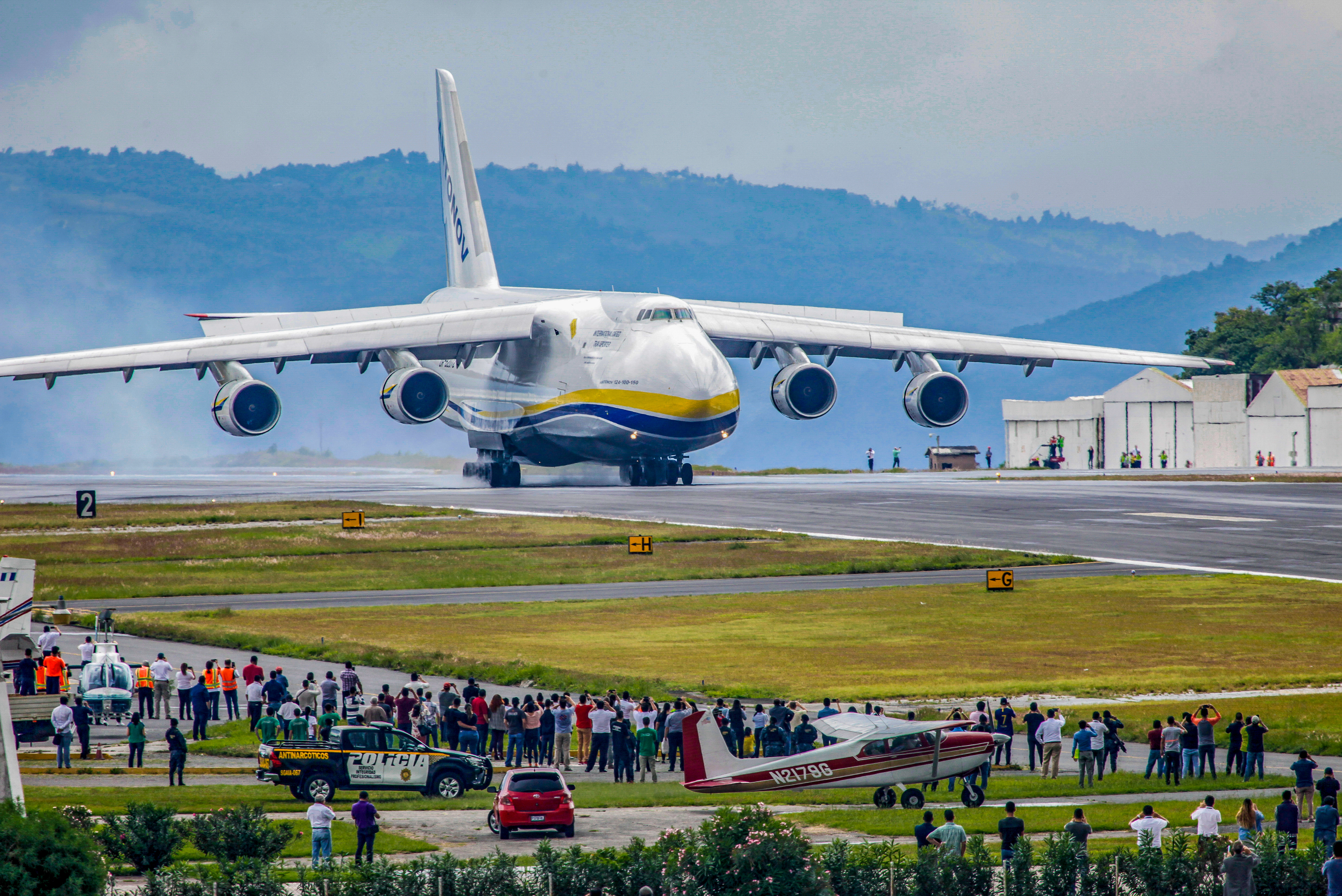
Antonov An-124 en el Aeropuerto Internacional La Aurora.

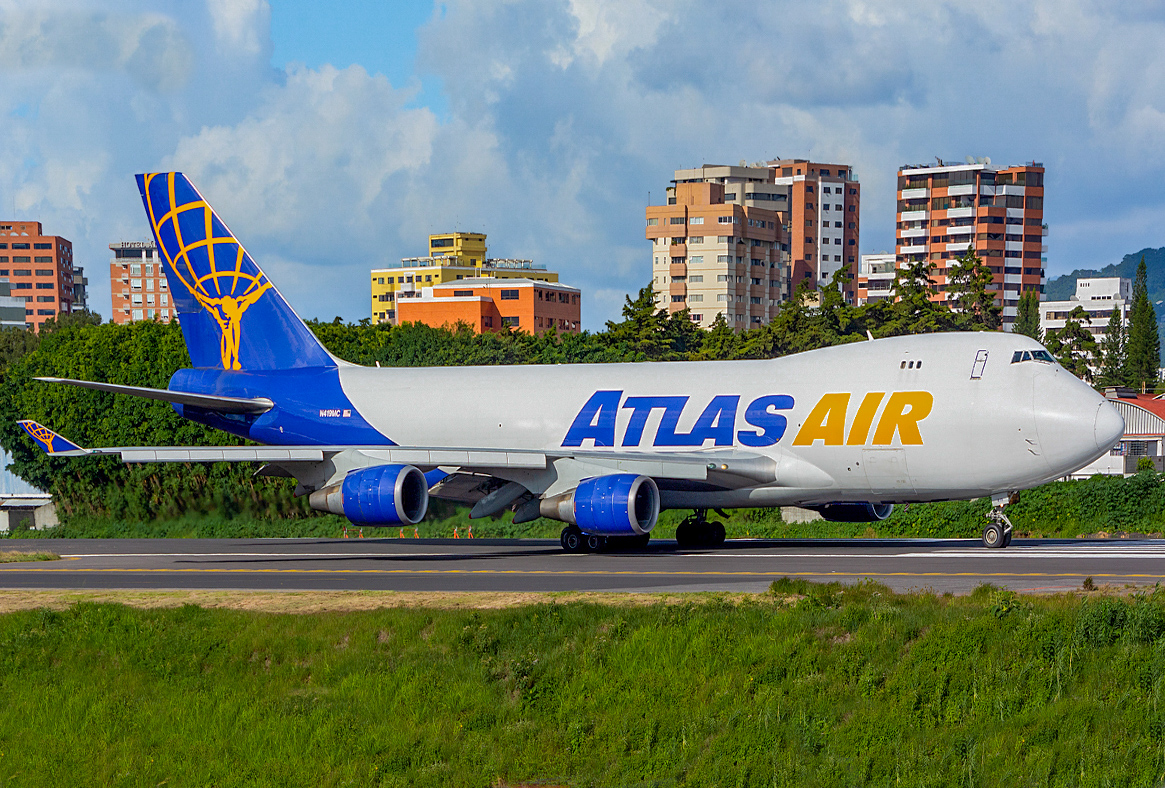
Boeing 747-400ERF LX de Atlas Air en el Aeropuerto Internacional La Aurora.

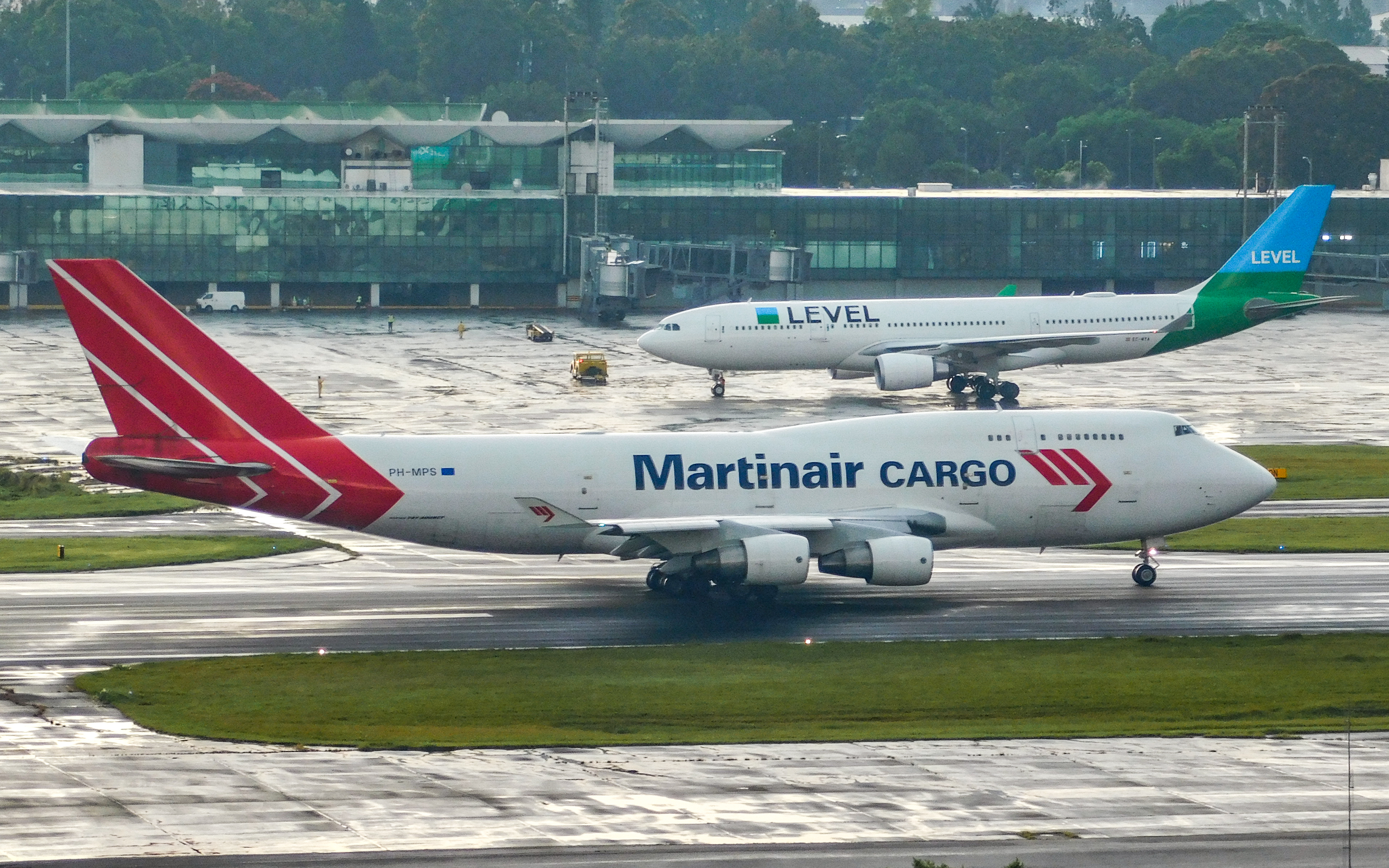
Boeing 747-400F de Martinair en el Aeropuerto Internacional La Aurora.

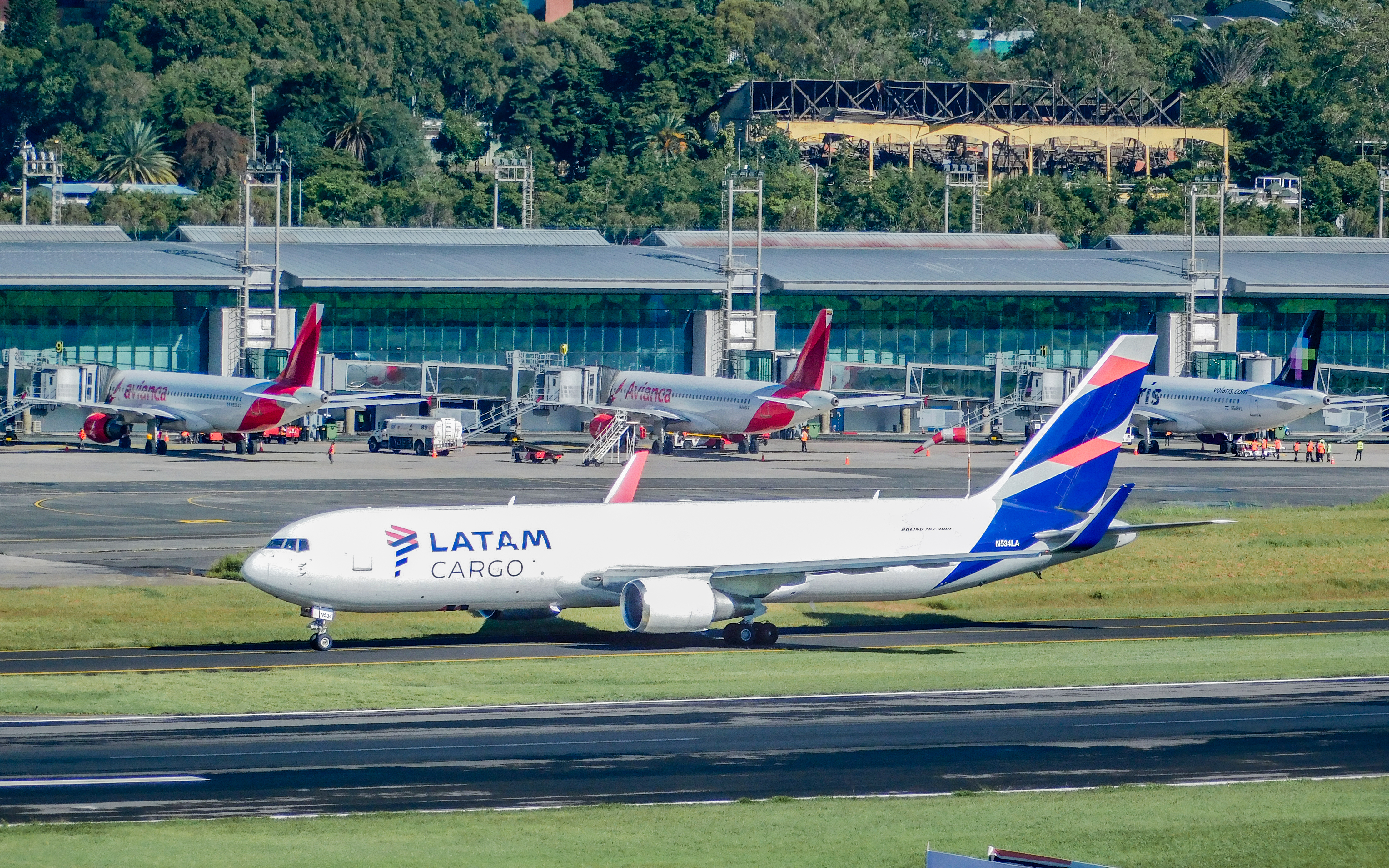
Boeing 767-300F de LATAM Cargo en el Aeropuerto Internacional La Aurora.

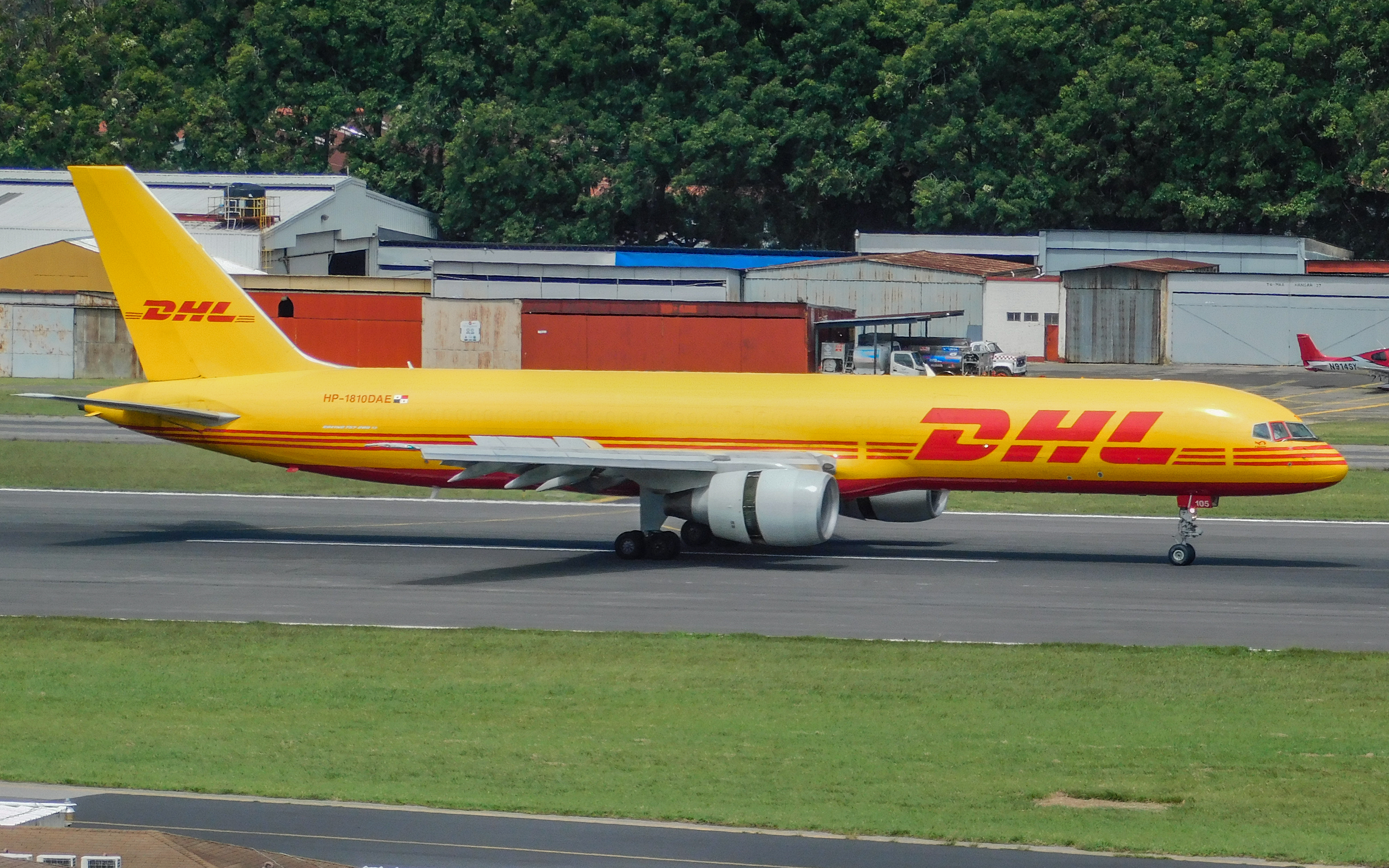
Boeing 757-27A(PCF) de DHL Aero Expreso aterrizando en el Aeropuerto Internacional La Aurora.

| Aerolíneas             | Destinos |
| ---------------------- | --- |
| 21 Air                 | San José (CR) |
| Amerijet International | Miami |
| Atlas Air              | Miami |
| AeroUnion              | Los Ángeles, Miami |
| Aerosucre              | Bogotá |
| Avianca Cargo          | Bogotá |
| Cargojet Airways       | Miami, Monterrey |
| Cargolux               | Luxembugo |
| Copa Airlines Cargo    | Ciudad de Panamá–Tocumen, Miami |
| DHL Aero Expreso       | Ciudad de México–AIFA, Ciudad de Panamá–Tocumen, Guadalajara, Huatulco, Miami, San José (CR), San Pedro Sula, San Salvador, Tegucigalpa |
| DHL de Guatemala       | Ciudad de México–AIFA, Ciudad de Panamá–Tocumen, San José (CR), San Pedro Sula, San Salvador, Tegucigalpa                               |
| FedEx Express          | Memphis |
| IFL Group              | Miami |
| KLM Cargo              | Ámsterdam, Bogotá |
| LATAM Cargo Chile      | Miami |
| LATAM Cargo Colombia   | Miami |
| Martinair              | Miami |
| Mas Air                | Ciudad de México–AIFA |
| National Air Cargo     | Miami |
| UPS Airlines           | Atlanta, Miami |

### Destinos nacionales
Se brinda servicio a 5 ciudades dentro del país a cargo de 3 aerolíneas.
| Flores (FRS)         | • | • | • | 3 |
| Huehuetenango (HUG)  |   | • |   | 1 |
| Puerto Barrios (PBR) | • |   |   | 1 |
| Quetzaltenango (AAZ) | • |   |   | 1 |
| Retalhuleu (RER)     | • |   |   | 1 |
| Total                | 4 | 2 | 1 | 5 |

### Destinos internacionales

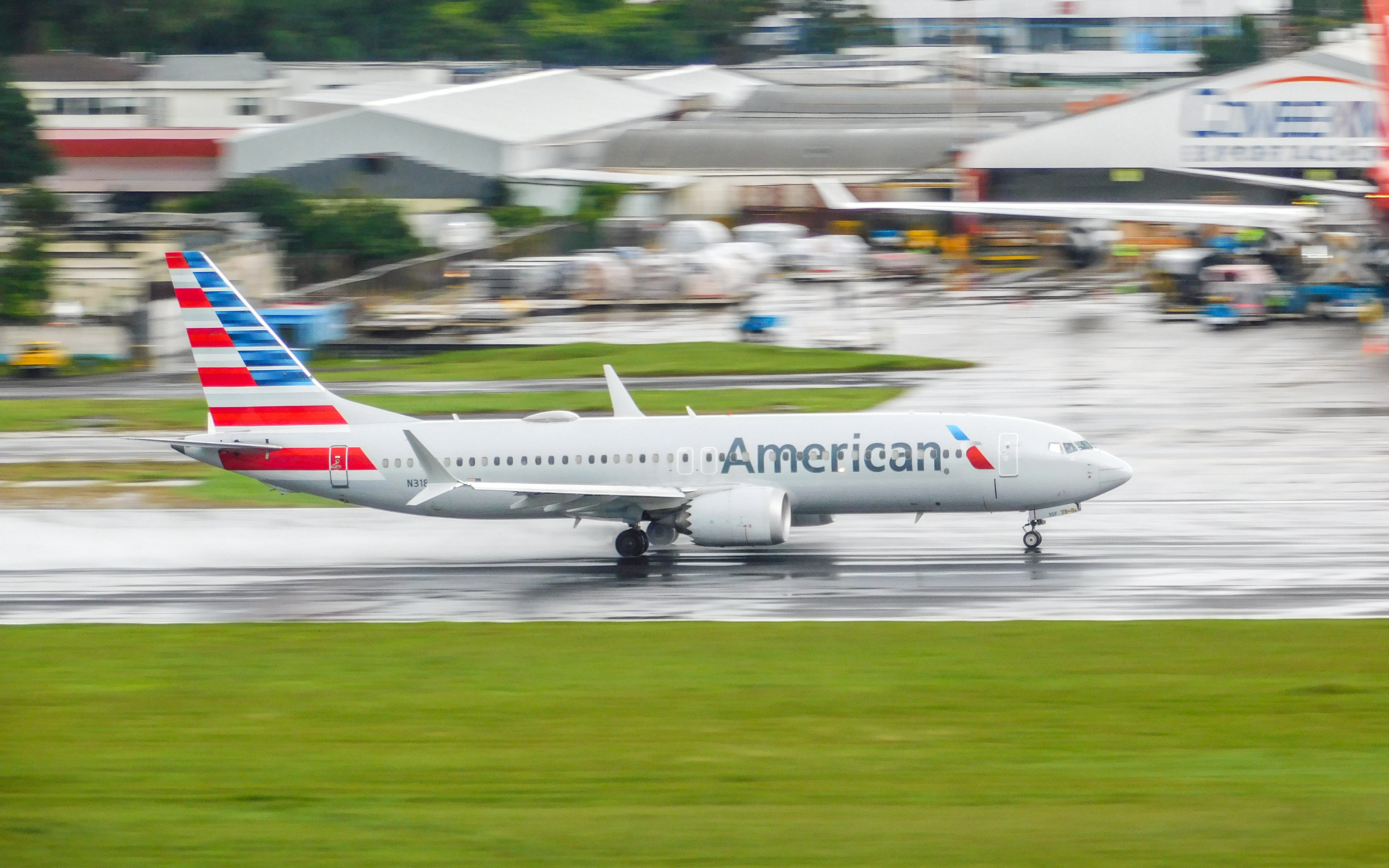
Boeing 737-8 MAX de American Airlines despegando en el Aeropuerto Internacional La Aurora.

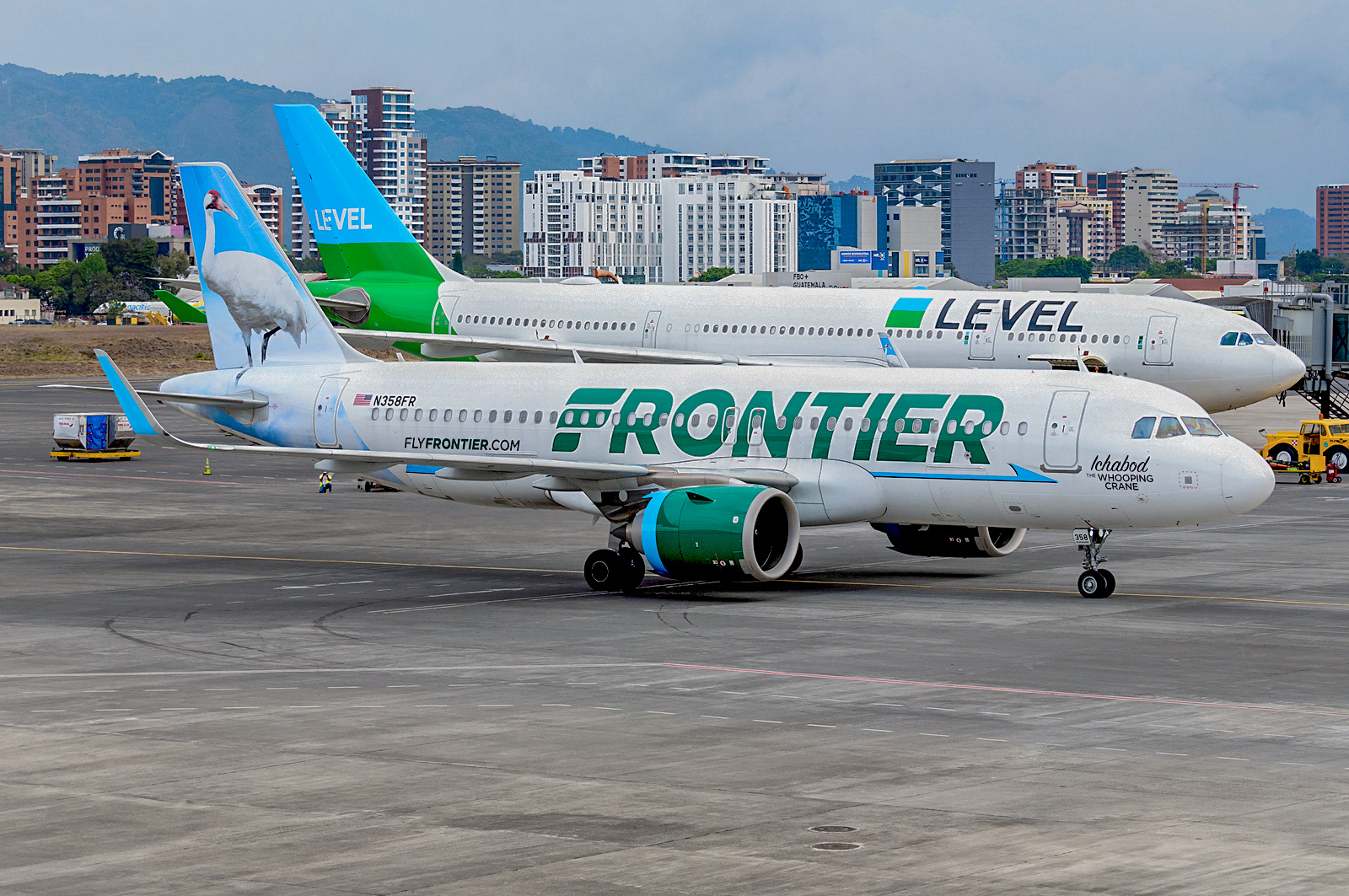
Frontier y Level en el Aeropuerto Internacional La Aurora.

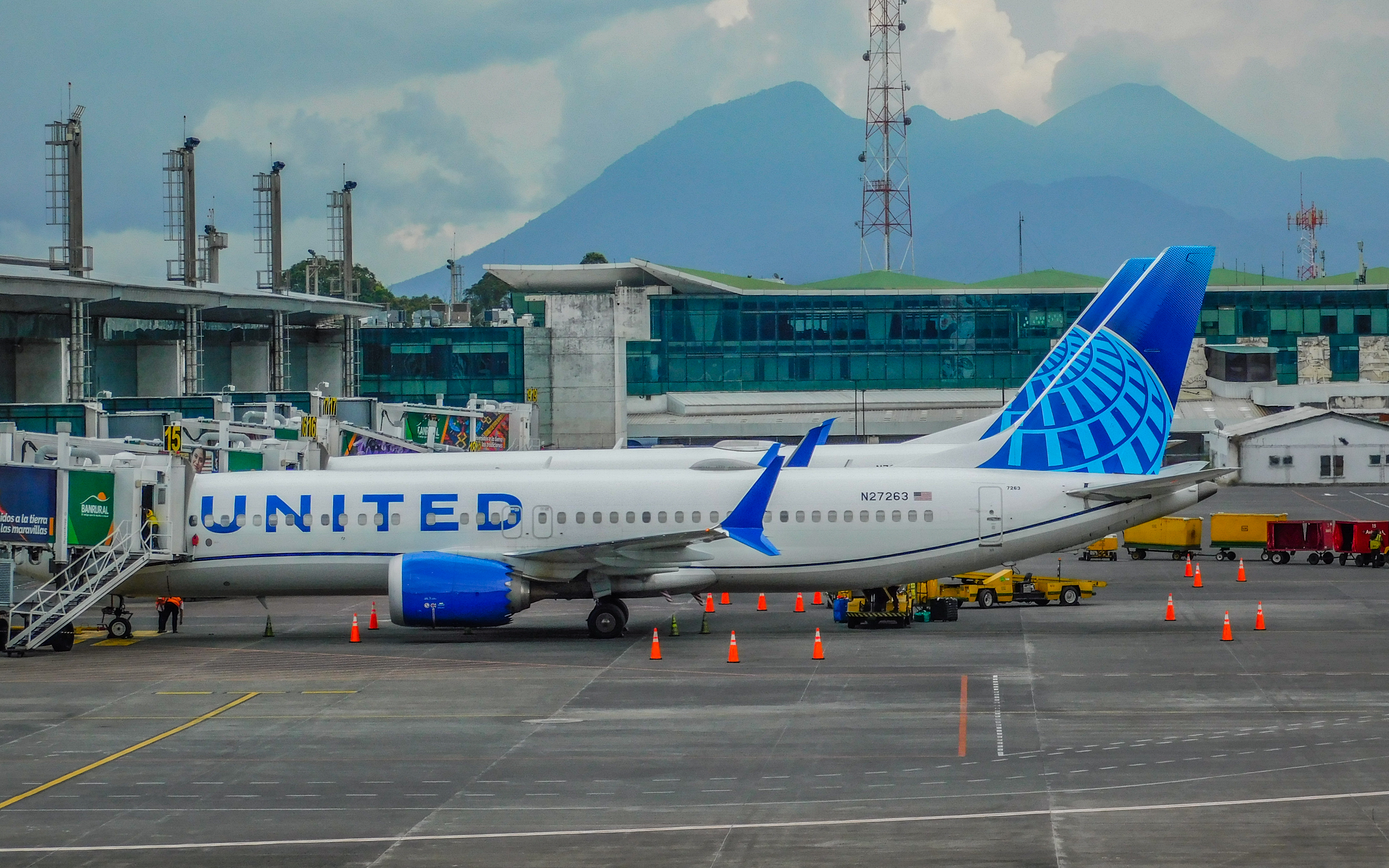
Boeing 737-8 MAX de United Airlines en el Aeropuerto Internacional La Aurora.

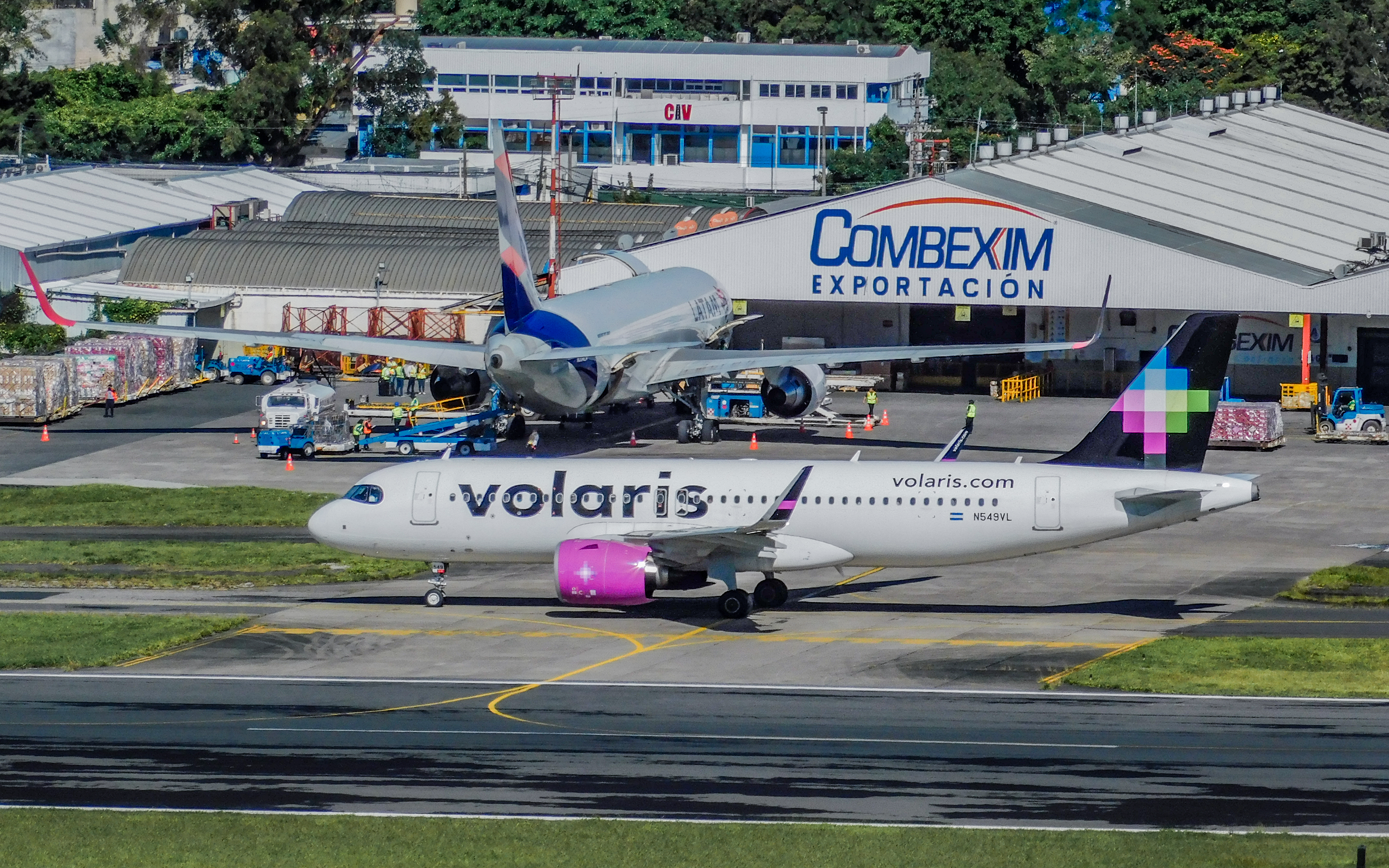
Airbus A320neo de Volaris El Salvador en el Aeropuerto Internacional La Aurora.

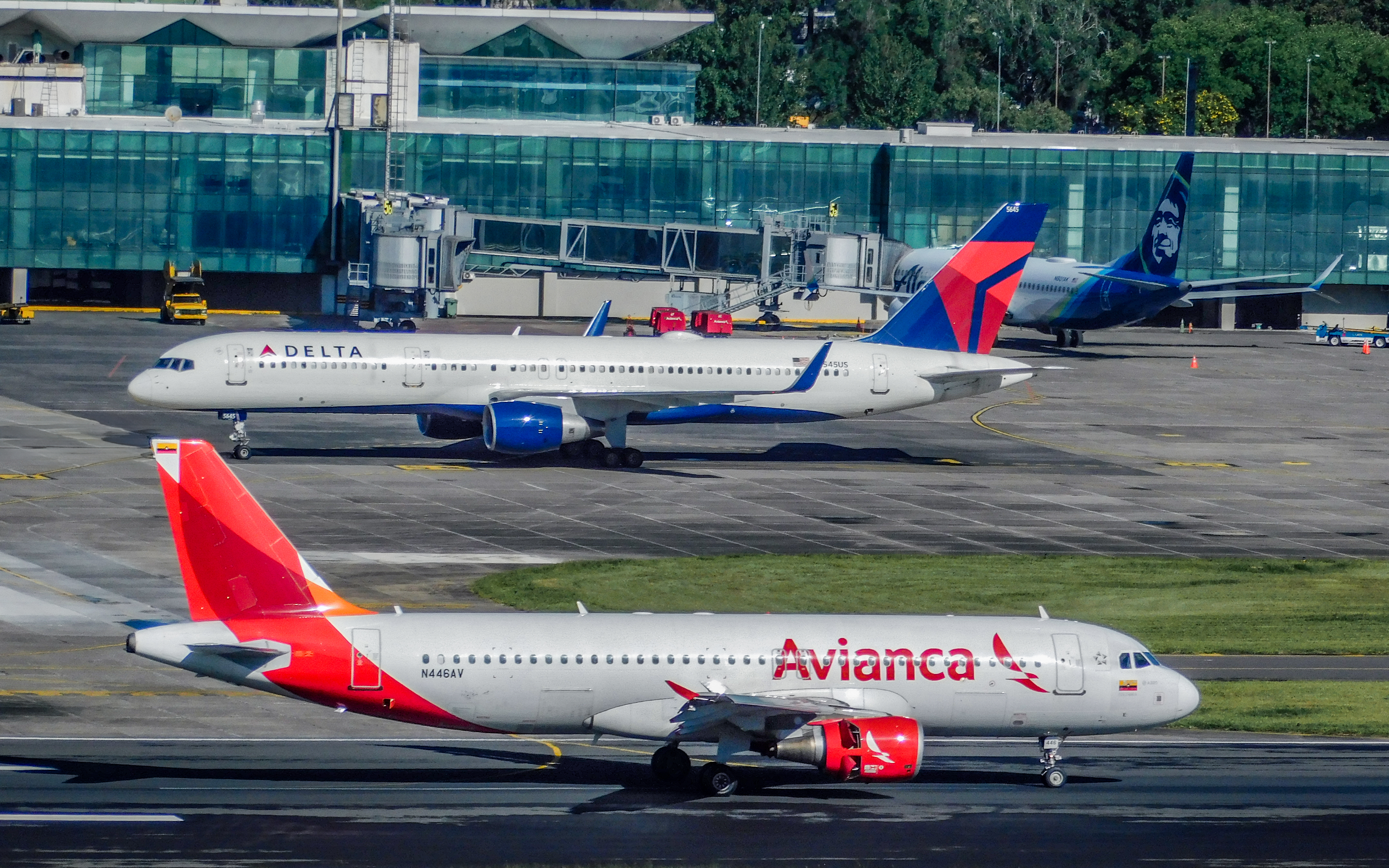
Airbus A320-214 de Avianca en el Aeropuerto Internacional La Aurora.

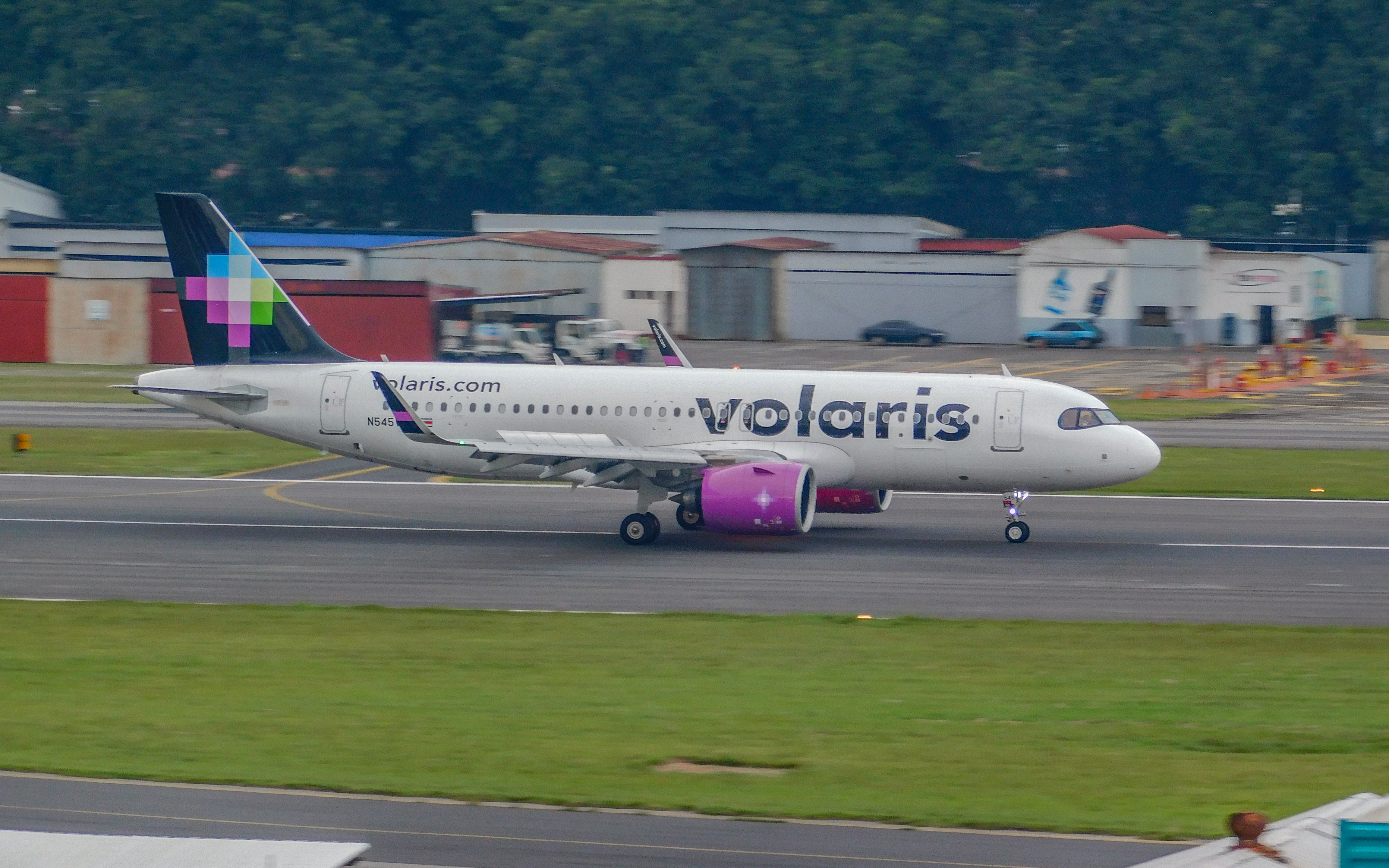
Airbus A320neo de Volaris Costa Rica en el Aeropuerto Internacional La Aurora.

Se ofrece servicio a 29 destinos internacionales (2 estacionales), a cargo de 23 aerolíneas.
| Canadá (1 destino [1 estacional], 1 aerolínea)                |                                                       | |
| Montreal                                                      | Aeropuerto Internacional Pierre Elliott Trudeau       | Air Canada (Estacional) (inicia el 2 de octubre de 2025)                                                                |
| Norteamérica                                                  |                                                       | |
| Estados Unidos (11 destinos, 9 aerolíneas)                    |                                                       | |
| Atlanta                                                       | Aeropuerto Internacional Hartsfield-Jackson           | Delta Air Lines / Frontier Airlines (Estacional)                                                                        |
| Chicago                                                       | Aeropuerto Internacional O'Hare                       | American Airlines (Estacional) (reinicia el 6 de noviembre de 2025) / Avianca Costa Rica (Estacional) / United Airlines |
| Dallas                                                        | Aeropuerto Internacional de Dallas-Fort Worth         | American Airlines |
| Fort Lauderdale                                               | Aeropuerto Internacional de Fort Lauderdale-Hollywood | JetBlue Airways / Spirit Airlines                                                                                       |
| Houston                                                       | Aeropuerto Intercontinental George Bush               | Spirit Airlines / United Airlines                                                                                       |
| Los Ángeles                                                   | Aeropuerto Internacional de Los Ángeles               | Alaska Airlines / Avianca El Salvador / United Air Lines / Volaris Costa Rica                                           |
| Miami                                                         | Aeropuerto Internacional de Miami                     | American Airlines / Avianca Costa Rica / Frontier Airlines                                                              |
| Newark                                                        | Aeropuerto Internacional Libertad de Newark           | United Airlines |
| Nueva York                                                    | Aeropuerto Internacional John F. Kennedy              | Avianca El Salvador / JetBlue Airways                                                                                   |
| Orlando                                                       | Aeropuerto Internacional de Orlando                   | Spirit Airlines |
| Washington D. C.                                              | Aeropuerto Internacional de Washington-Dulles         | Avianca El Salvador / United Airlines (Estacional)                                                                      |
| México (5 destinos [1 estacional], 6 aerolíneas)              |                                                       | |
| Cancún                                                        | Aeropuerto Internacional de Cancún                    | Avianca Guatemala / Volaris / Volaris El Salvador                                                                       |
| Ciudad de México                                              | Aeropuerto Internacional de la Ciudad de México       | Aeroméxico / Aeroméxico Connect / Volaris / Volaris Costa Rica                                                          |
| Huatulco                                                      | Aeropuerto Internacional de Bahías de Huatulco        | TAG Airlines (Estacional)                                                                                               |
| Mérida                                                        | Aeropuerto Internacional de Mérida                    | TAG Airlines |
| Tuxtla Gutiérrez                                              | Aeropuerto Internacional de Tuxtla                    | TAG Airlines |
| Centroamérica y El Caribe                                     |                                                       | |
| Belice (1 destino, 1 aerolínea)                               |                                                       | |
| Ciudad de Belice                                              | Aeropuerto Internacional Philip S. W. Goldson         | TAG Airlines |
| Costa Rica (1 destino, 3 aerolíneas)                          |                                                       | |
| San José                                                      | Aeropuerto Internacional Juan Santamaría              | Avianca Costa Rica / Copa Airlines / Volaris Costa Rica                                                                 |
| El Salvador (2 destinos, 4 aerolíneas)                        |                                                       | |
| San Salvador                                                  | Aeropuerto Internacional de El Salvador               | Avianca El Salvador / Avianca Guatemala / TAG Airlines / Volaris El Salvador                                            |
| San Salvador                                                  | Aeropuerto Internacional de Ilopango                  | TAG Airlines |
| Honduras (3 destinos, 4 aerolíneas)                           |                                                       | |
| Roatán                                                        | Aeropuerto Internacional Juan Manuel Gálvez           | TAG Airlines |
| San Pedro Sula                                                | Aeropuerto Internacional Ramón Villeda Morales        | Avianca Guatemala / CM Airlines / TAG Airlines                                                                          |
| Tegucigalpa                                                   | Aeropuerto Internacional de Comayagua                 | Avianca El Salvador / Avianca Guatemala                                                                                 |
| Nicaragua (1 destino, 1 aerolínea)                            |                                                       | |
| Managua                                                       | Aeropuerto Internacional Augusto C. Sandino           | Copa Airlines |
| Panamá (1 destino, 1 aerolínea)                               |                                                       | |
| Panamá                                                        | Aeropuerto Internacional de Tocumen                   | Copa Airlines |
| República Dominicana (1 destino, 1 aerolínea)                 |                                                       | |
| Santo Domingo                                                 | Aeropuerto Internacional de Las Américas              | Arajet |
| Sudamérica                                                    |                                                       | |
| Colombia (1 destino, 3 aerolíneas)                            |                                                       | |
| Bogotá                                                        | Aeropuerto Internacional El Dorado                    | Avianca / Avianca Guatemala / Wingo (inicia el 27 de octubre de 2025)                                                   |
| Europa                                                        |                                                       | |
| España (1 destino, 1 aerolínea)                               |                                                       | |
| Madrid                                                        | Aeropuerto Adolfo Suárez Madrid-Barajas               | Iberia |
| Total: 29 destinos (2 estacionales), 12 países, 23 aerolíneas |                                                       | |

## Estadísticas

### Tráfico anual
| Año  | Vuelos Totales | Pasajeros Totales | Variación Pasajeros % |
| 2009 | 93,029         | 1,948,662         | Sin cambios           |
| 2010 | 92,449         | 1,970,618         | 3.84%                 |
| 2011 | 98,689         | 2,012,711         | 2.13%                 |
| 2012 | 100,331        | 2,070,418         | 2.86%                 |
| 2013 | 99,583         | 2,107,670         | 1.79%                 |
| 2014 | 101,522        | 2,216,915         | 5.18%                 |
| 2015 | 102,961        | 2,323,360         | 4.80%                 |
| 2016 | 105,905        | 2,579,123         | 11.0%                 |
| 2017 | 114,167        | 2,796,647         | 8.43%                 |
| 2018 | 117,202        | 2,762,582         | 1.21%                 |
| 2019 | N/D            | 3,034,546         | 9.84%                 |
| 2020 | N/D            | 841,173           | 72.28%                |
| 2021 | N/D            | 2,127,335         | 152.90%               |
| 2022 | N/D            | 3,245,698         | 52.57%                |
| 2023 | N/D            | 4,276,751         | 31.77%                |
| 2024 | N/D            | 4,919,850         | 15.04%                |

### Rutas más transitadas

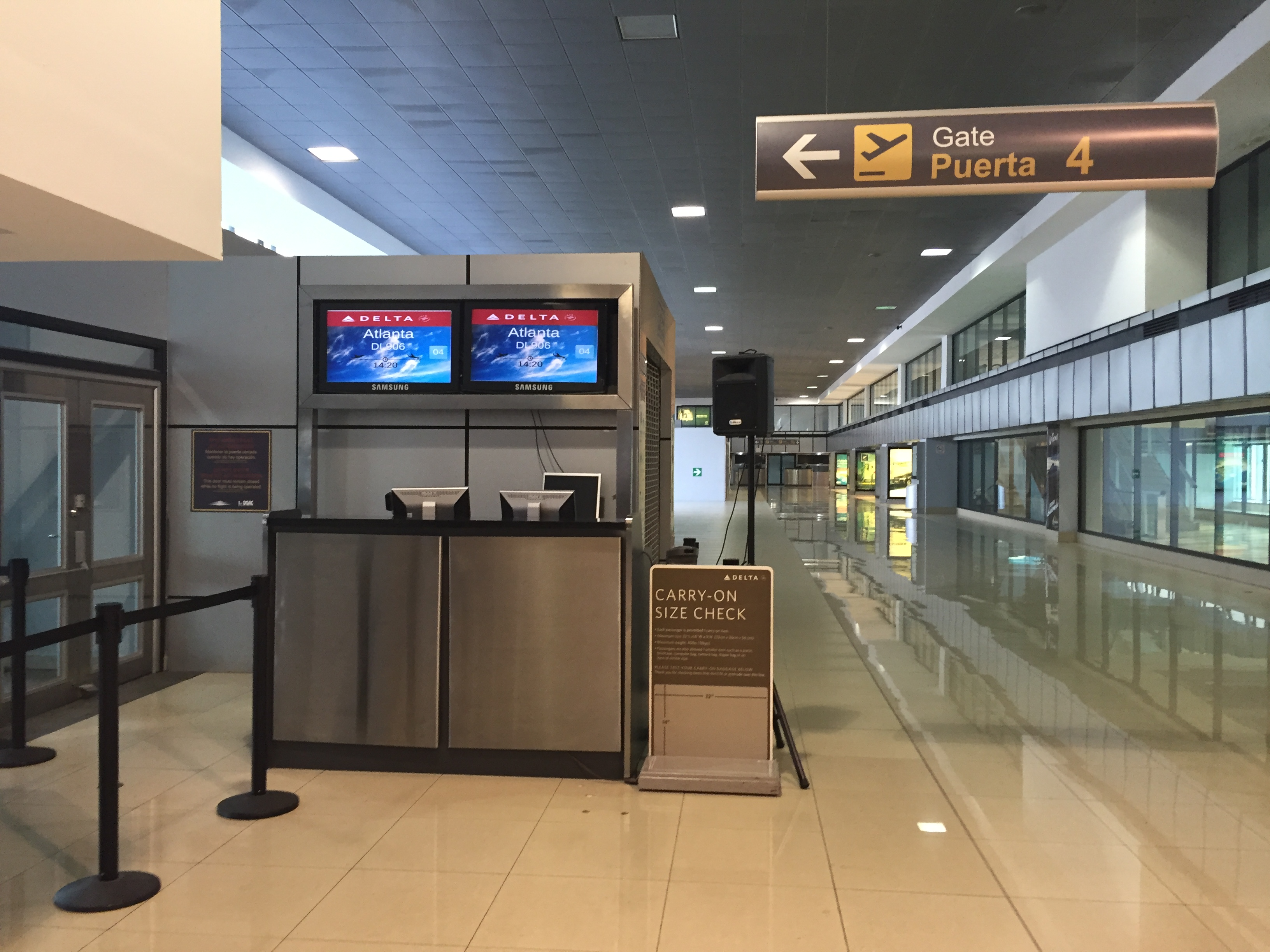
Pasillo principal de la Terminal Aérea.

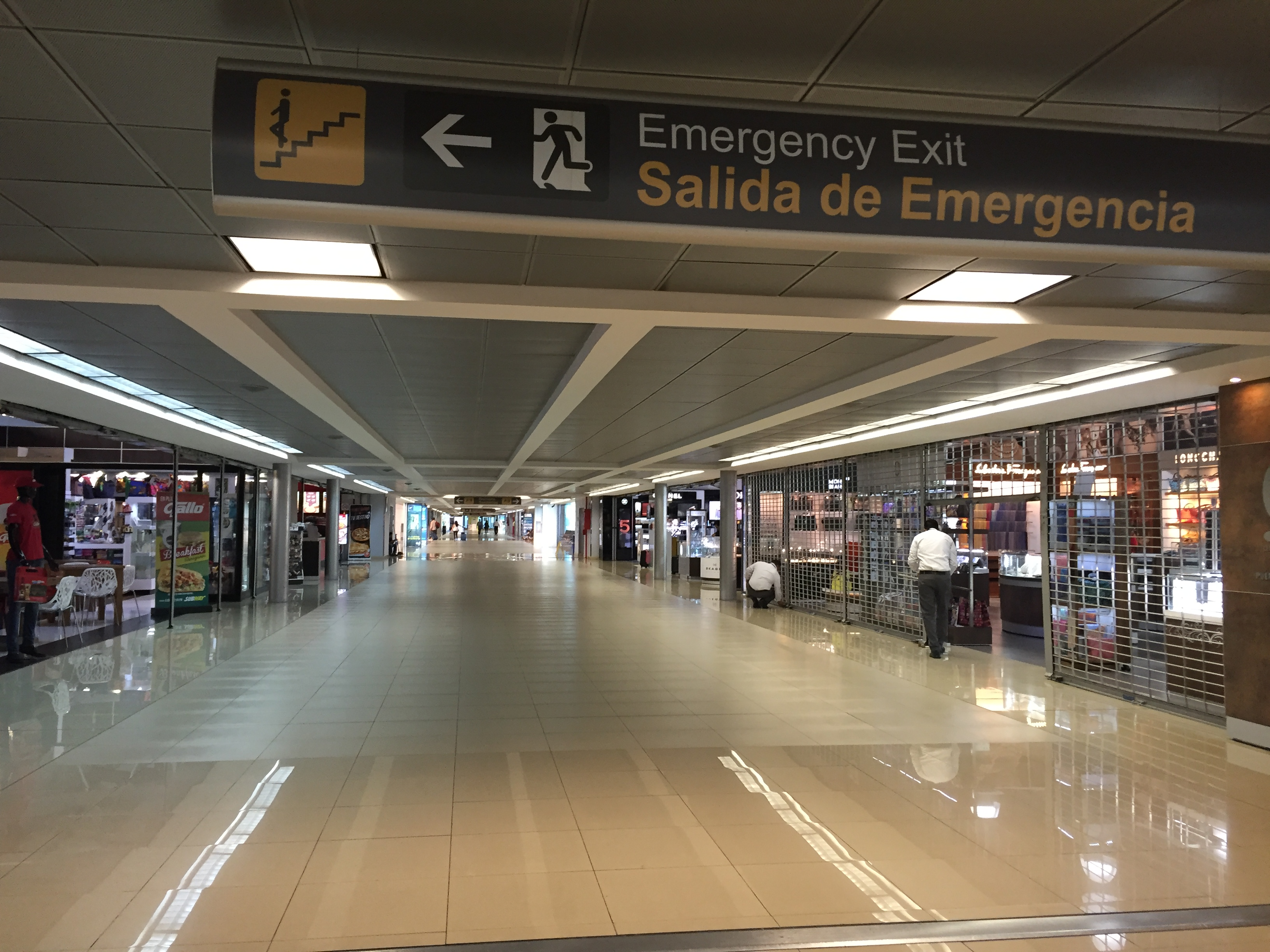
Pasillo principal del aeropuerto.

| Número | Ciudad                              | Pasajeros | Aerolínea                                                                                  |
| ------ | ----------------------------------- | --------- | ------------------------------------------------------------------------------------------ |
| 1      | Los Ángeles, California             | 501,486   | Alaska Airlines, Avianca El Salvador, Delta Air Lines, United Airlines, Volaris Costa Rica |
| 2      | San José, Costa Rica                | 441,644   | Avianca Costa Rica, Copa Airlines, Volaris Costa Rica                                      |
| 3      | Ciudad de Panamá, Panamá            | 416,332   | Copa Airlines                                                                              |
| 4      | Ciudad de México, México            | 413,213   | Aeroméxico, Aeroméxico Connect, Volaris Costa Rica, Volaris                                |
| 5      | San Salvador, El Salvador           | 368,894   | Avianca El Salvador, Avianca Guatemala, TAG Airlines, Volaris El Salvador                  |
| 6      | Houston, Texas                      | 361,082   | Spirit Airlines, United Airlines                                                           |
| 7      | Miami, Florida                      | 357,686   | American Airlines, Frontier Airlines                                                       |
| 8      | Flores, Petén                       | 350,797   | Avianca Guatemala, TAG Airlines                                                            |
| 9      | Nueva York, Nueva York              | 186,030   | Avianca El Salvador, JetBlue Airways                                                       |
| 10     | Fort Lauderdale, Florida            | 185,889   | Spirit Airlines                                                                            |
| 11     | Dallas, Texas                       | 184,940   | American Airlines                                                                          |
| 12     | Madrid, España                      | 183,067   | Iberia                                                                                     |
| 13     | Bogotá, Colombia                    | 177,209   | Avianca, Avianca Guatemala                                                                 |
| 14     | Atlanta, Georgia                    | 154,815   | Delta Airlines, Frontier Airlines                                                          |
| 15     | Washington, D. C.                   | 128,956   | Avianca El Salvador, United Airlines                                                       |
| 16     | Cancún, México                      | 127,596   | Avianca Guatemala, TAG Airlines, Volaris El Salvador, Volaris                              |
| 17     | Newark, New Jersey                  | 73,185    | United Airlines                                                                            |
| 18     | Orlando, Florida                    | 67,297    | Spirit Airlines                                                                            |
| 19     | Santo Domingo, República Dominicana | 53,336    | Arajet                                                                                     |
| 20     | Chicago, Illinois                   | 49,437    | Avianca Costa Rica, United Airlines                                                        |

### Participación en el mercado de las aerolíneas
| Posición | Aerolínea                                                             | Pasajeros | Porcentaje de mercado |
| -------- | --------------------------------------------------------------------- | --------- | --------------------- |
| 1        | Avianca, (Avianca Costa Rica, Avianca El Salvador, Avianca Guatemala) | 1,288,862 | 26.20%                |
| 2        | United Airlines                                                       | 591,521   | 12.02%                |
| 3        | Copa Airlines                                                         | 537,130   | 10.92%                |
| 4        | American Airlines                                                     | 526,126   | 10.69%                |
| 5        | Volaris, (Volaris Costa Rica, Volaris El Salvador)                    | 445,505   | 9.06%                 |
| 6        | Aeroméxico                                                            | 282,493   | 5.74%                 |
| 7        | Spirit Airlines                                                       | 282,120   | 5.73%                 |
| 8        | TAG Airlines                                                          | 269,773   | 5.48%                 |
| 9        | Delta Air Lines                                                       | 223,799   | 4.55%                 |
| 10       | Iberia                                                                | 183,067   | 3.72%                 |
| -        | Otros                                                                 | 289,454   | 5.88%                 |
| Total    | Total                                                                 | 4,919,850 | 100%                  |

## Servicios aéreos cancelados en La Aurora
| Aerolínea            | Imagen | Fechas de servicio | Razón de retiro |
| -------------------- | ------ | ------------------ | --- |
| Aviacsa              |        | 1990-2011          | Suspendió todos sus vuelos en mayo del 2011. |
| Aviateca             |        | 1945-1995          | Absorbida por Grupo TACA. Posteriormente, Grupo TACA se fusionó con Avianca. |
| Braniff              |        | 1942-1947          | Inició como vuelos de suministro para la zona del Canal de Panamá durante la Segunda Guerra Mundial. Luego de la guerra, Braniff intentó entrar a Centroamérica por medio de Aerovías Braniff, pero la influencia de Pan Am en el gobierno de los Estados Unidos consiguió que cerraran la ruta en 1947. |
| Continental          |        | 2000-2014          | La compañía se fusionó con United Airlines en 2010. |
| Eastern              |        | 1973-1991          | La compañía quebró en 1991. |
| KLM                  |        | 1970-2000          | No era rentable la ruta. |
| Mexicana de Aviación |        | 1935-2010          | La compañía quebró en 2014. |
| Pan Am               |        | 1930-1991          | La compañía quebró en 1991. |
| SAM                  |        | 1973-1992          | La compañía fue absorbida por Avianca en 2010. Operaba la ruta Ciudad de Guatemala - San José - San Andrés - Bogotá |
| TACA                 |        | 1945-2013          | La compañía fue absorbida por Avianca en 2013. |
| US Airways           |        | 2000-2014          | La compañía se fusionó con American Airlines en 2014. |
| Wingo                |        | 2016-2017          | Finaliza la operación luego de un mes de funcionamiento debido al comportamiento del mercado. |

## Accidentes e incidentes
| Fecha                    | Hora        | Avión                      | Línea aérea        | Pasajeros/ víctimas | Descripción | Causa probable |
| ------------------------ | ----------- | -------------------------- | ------------------ | ------------------- | --- | --- |
| 6 de abril de 1993       | 06:27 PM    | Boeing 767-2S1ER           | TACA               | 236/0               | El clima en La Aurora era tormentoso; la visibilidad era de cinco kilómetros bajo un cielo nublado localizado a 630 metros de altura. El avión tocó tierra a 1070 metros de la pista de 2763 metros de longitud y a una velocidad de 17 nudos por encima de la velocidad recomendada. El avión no se pudo detener y el piloto viró hacia la izquierda a 300 metros del final de la pista, cuando el avión todavía iba a 90 nudos. El avión chocó contra la barda del aeropuerto, cayó en una hondonada, y se estrelló contra dos casas. | Debido a las condiciones climáticas los pilotos no calcularon la distancia de la pista y no desaceleraron el avión lo suficiente. |
| 28 de abril de 1995      | 11:43 AM    | McDonnell Douglas DC-8-54F | Faucett            | 3/6                 | El avión se salió de la pista húmeda tras aterrizar, se estrelló con luces de aterrizaje y cayó en una hondonada estrellándose en una zona residencial. | Los pilotos no calcularon la distancia de la pista y no desaceleraron el avión lo suficiente. El avión iba a 135 nudos y sólo tenía 1300 metros para detenerse. |
| 21 de diciembre de 1999  | ca 09:40 AM | McDonnell Douglas DC-10-30 | Cubana de Aviación | 296/10              | El avión se salió de la pista húmeda tras aterrizar, y cayó en una hondonada estrellándose en diez casas particulares que estaban en ese lugar. | Los pilotos no calcularon la distancia de la pista y no desaceleraron el avión lo suficiente. |

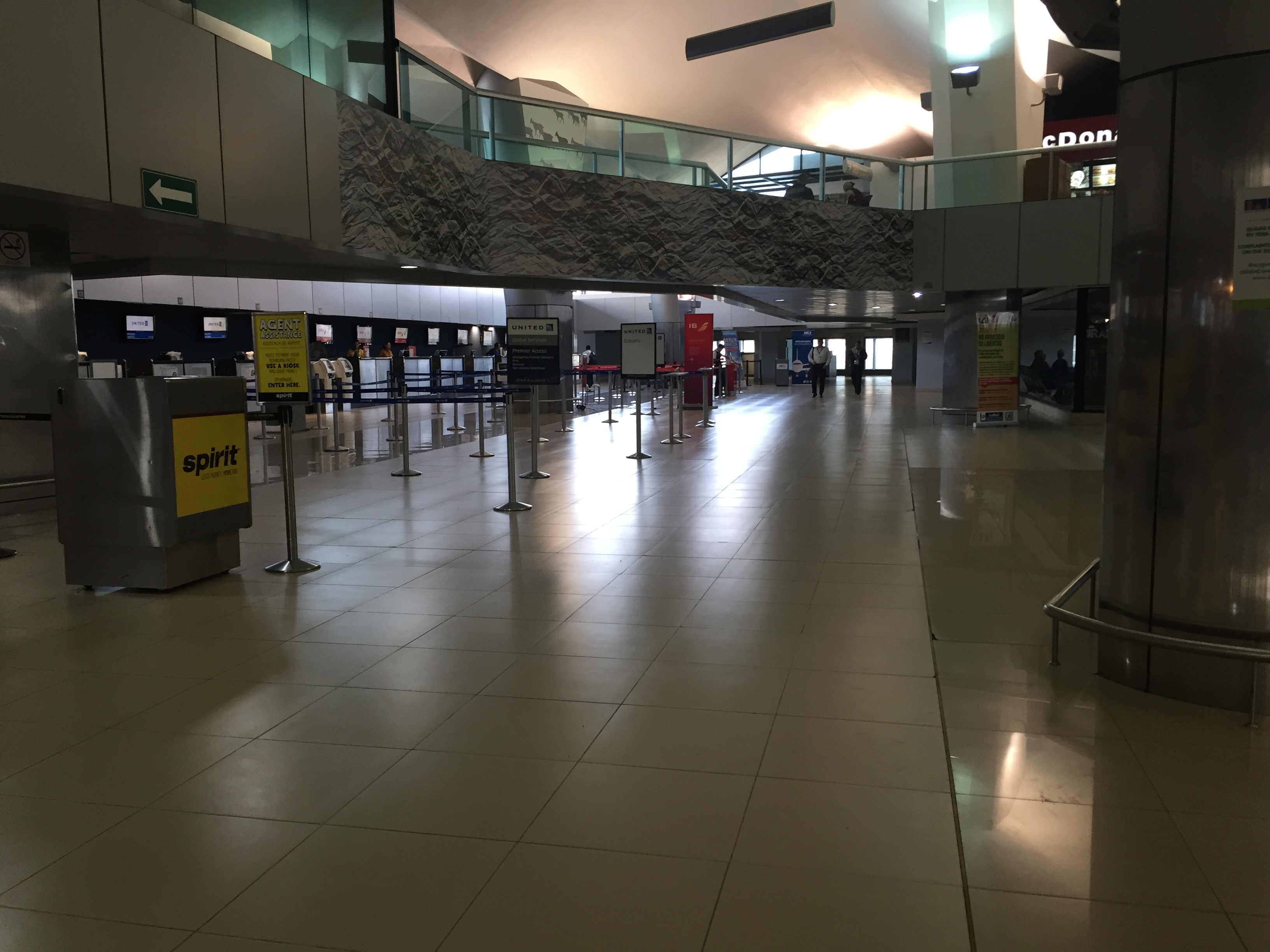
Mostradores de documentación en el aeropuerto.

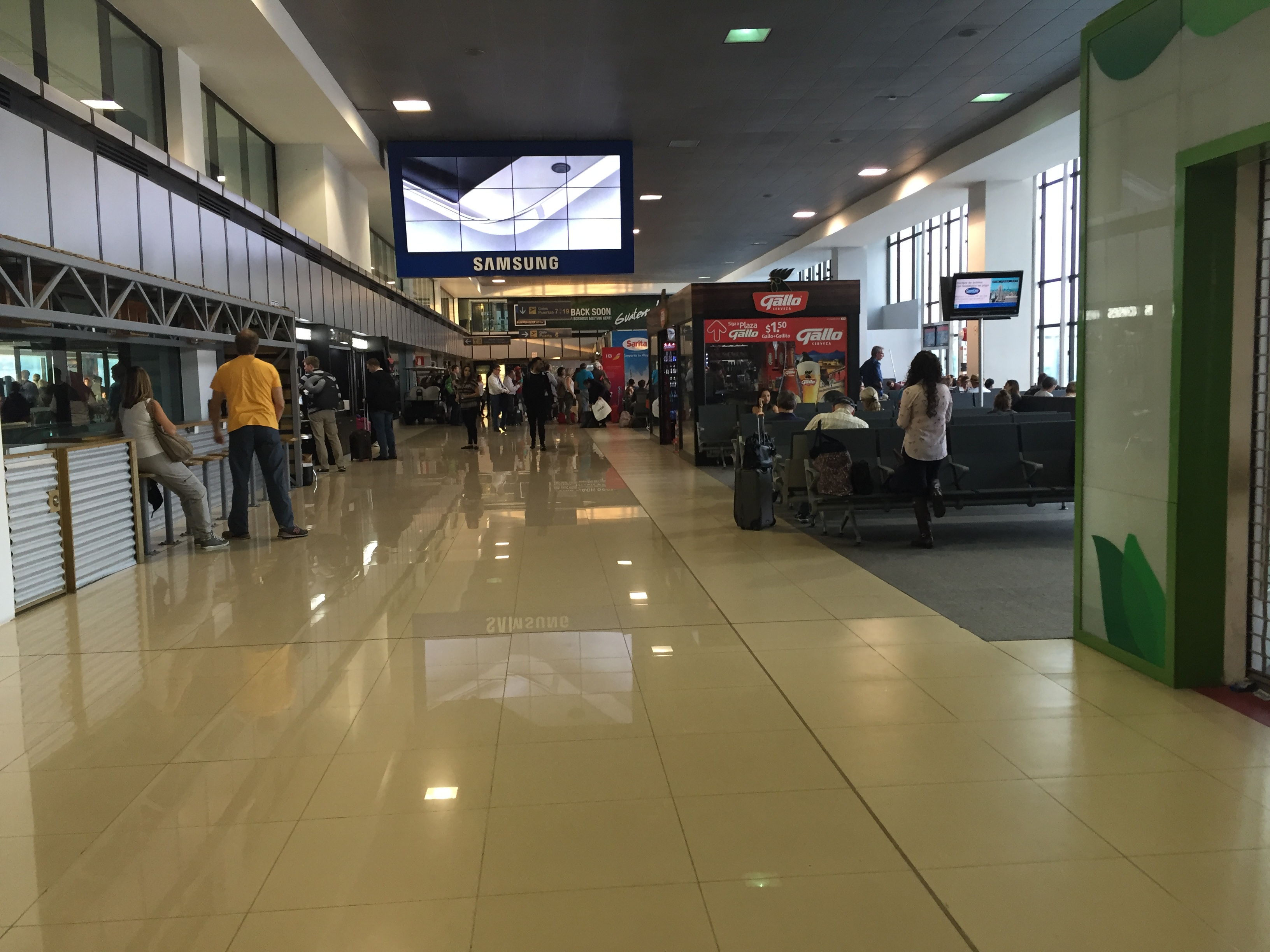
Pasillo principal del aeropuerto.

| 18 de septiembre de 2001 | 06:42 AM    | Let L-410UVP-E             | Atlantic Airlines  | 13/8                | Vuelo 870 recibió autorización para despegar; al hacerlo y llegar a una altitud de 200 pies, empezó a oscilar bruscamente de derecha a izquierda. El avión, por circunstancias aerodinámicas adversas, entró en una pérdida de sustentación (stall), que lo desplomó al suelo en forma abrupta y sin control. | 1. La compañía Atlantic Airlines, a la fecha del accidente no contaba con personal administrativo y operativo suficientemente entrenado para un a operación segura. 2. La mala ubicación de sus pasajeros dentro de la cabina de pasajeros pudo incidir en una pérdida de sustentación de la aeronave. 3. La falta de entrenamiento de la tripulación y en especial del copiloto como lo demuestra su licencia en la que no contaba con una habilitación para volar dicho tipo de aeronave, no permitió la asistencia del problema al Capitán durante toda su operación. 4. No se encontraron evidencias de fallas mecánicas al momento del despegue. |

## Galería de imágenes

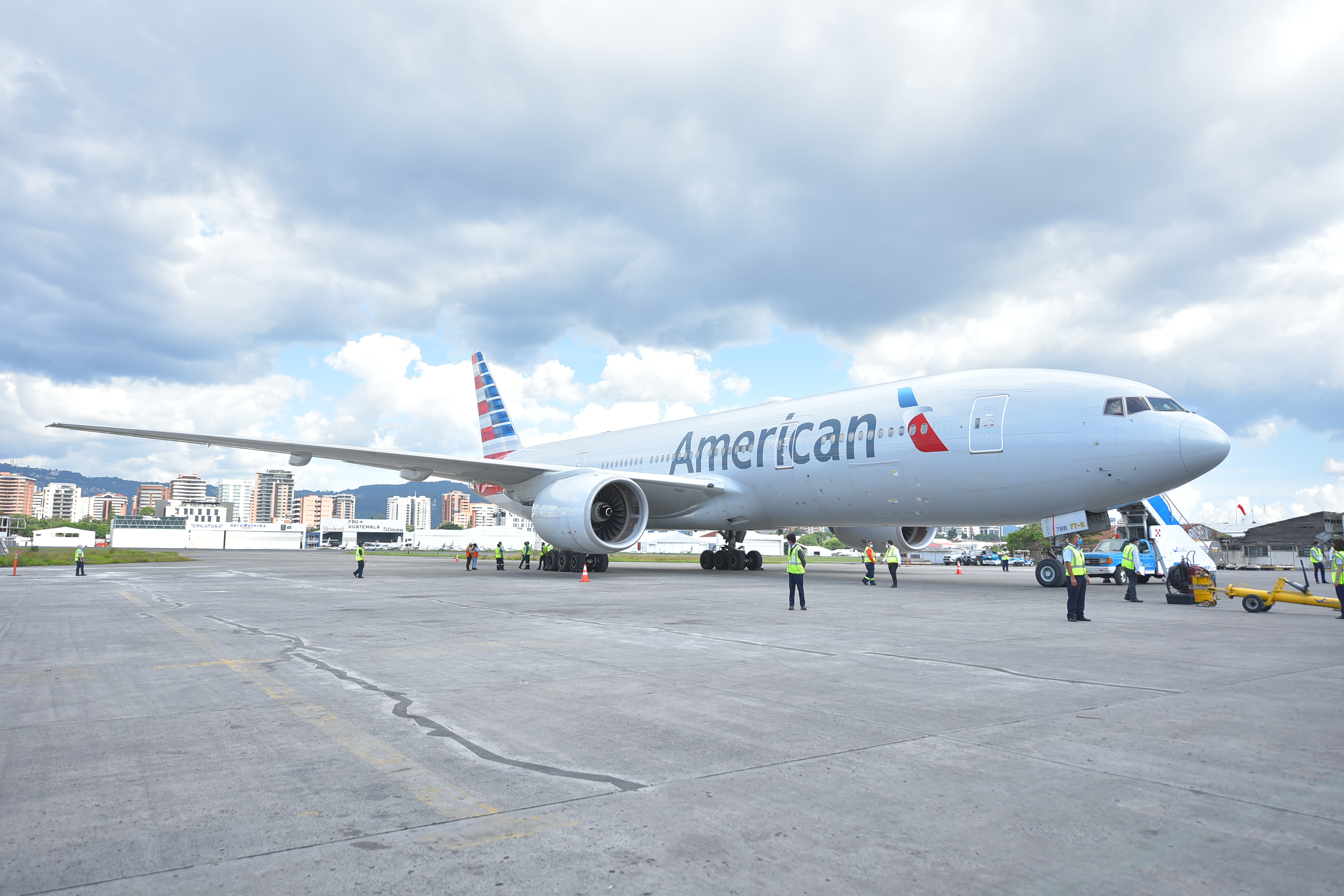
Boeing 777-200 de American Airlines en la plataforma de COMBEX-IM
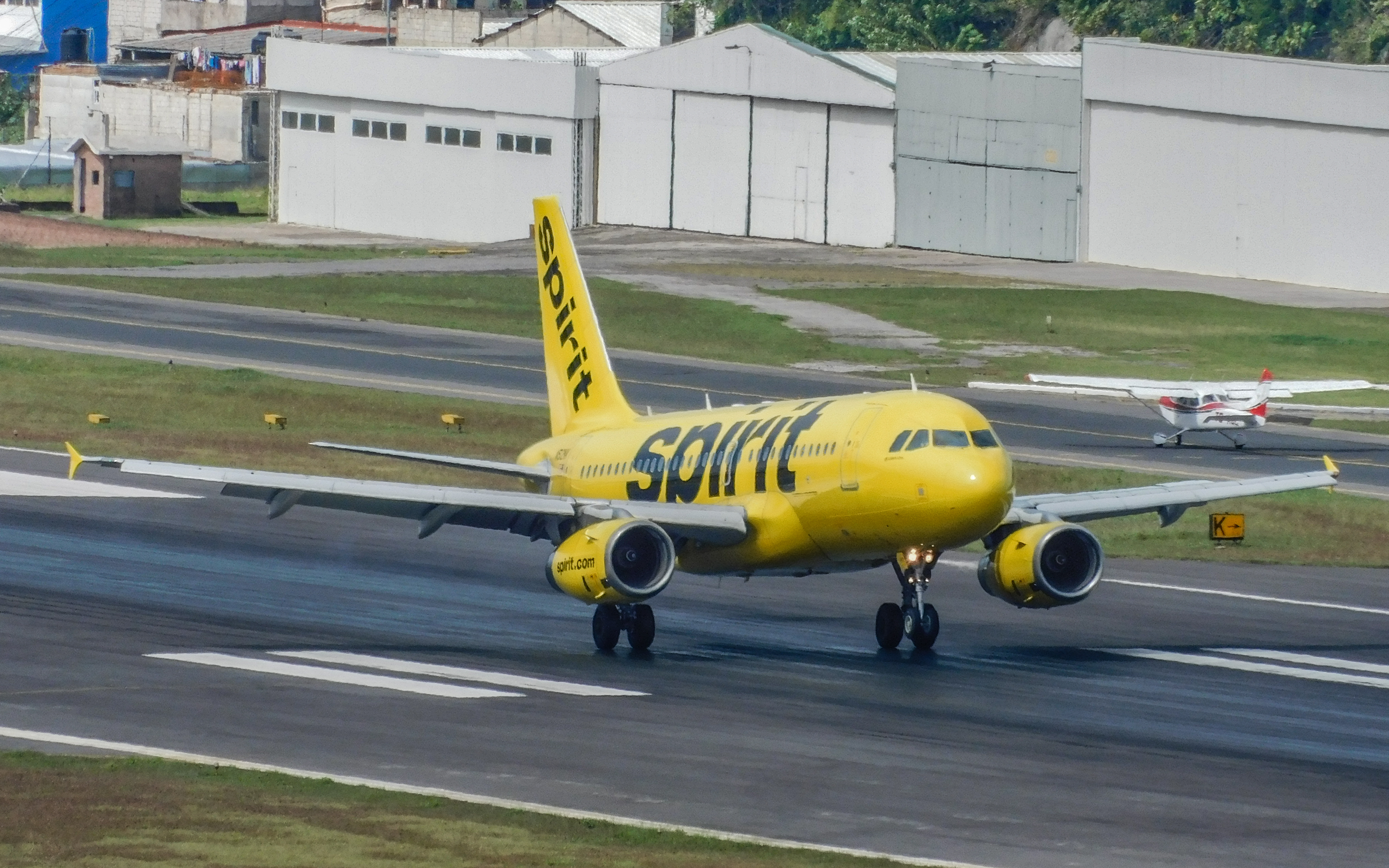
Airbus A319-132 de Spirit Airlines aterrizando en el aeropuerto
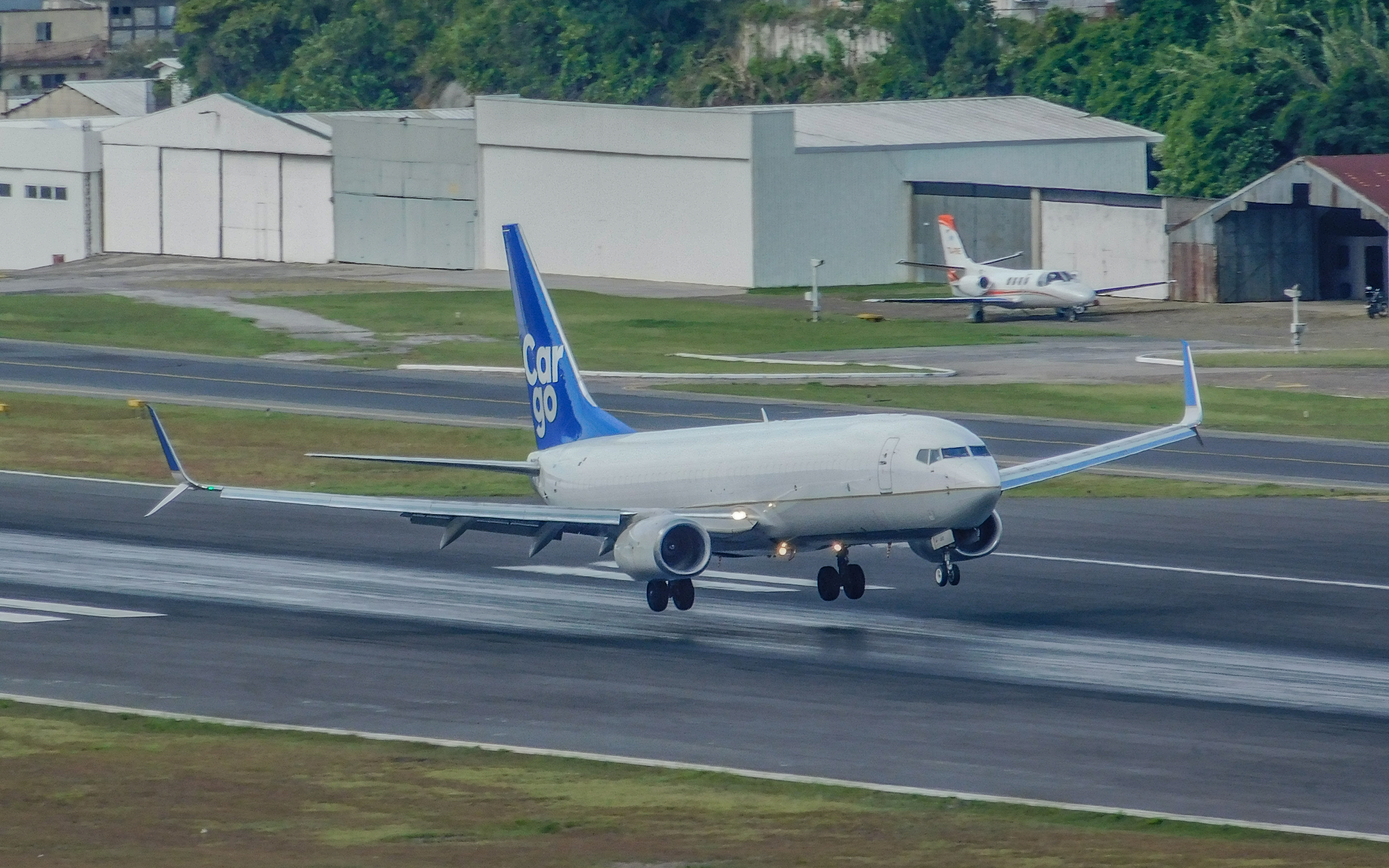
Boeing 737-800BCF de Copa Air Cargo aterrizando en el aeropuerto
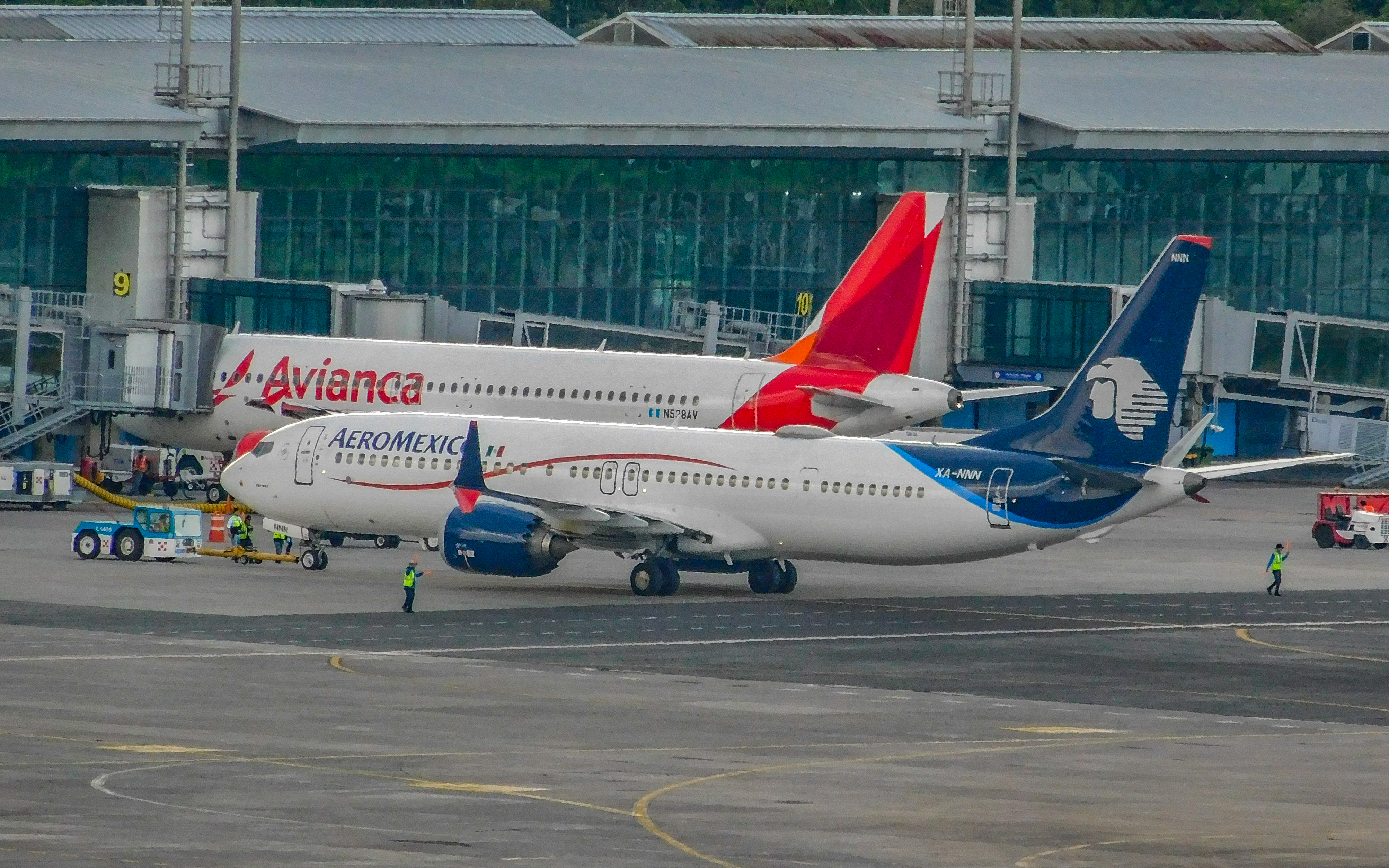
Boeing 737-9 MAX de Aeroméxico próximo a despegar
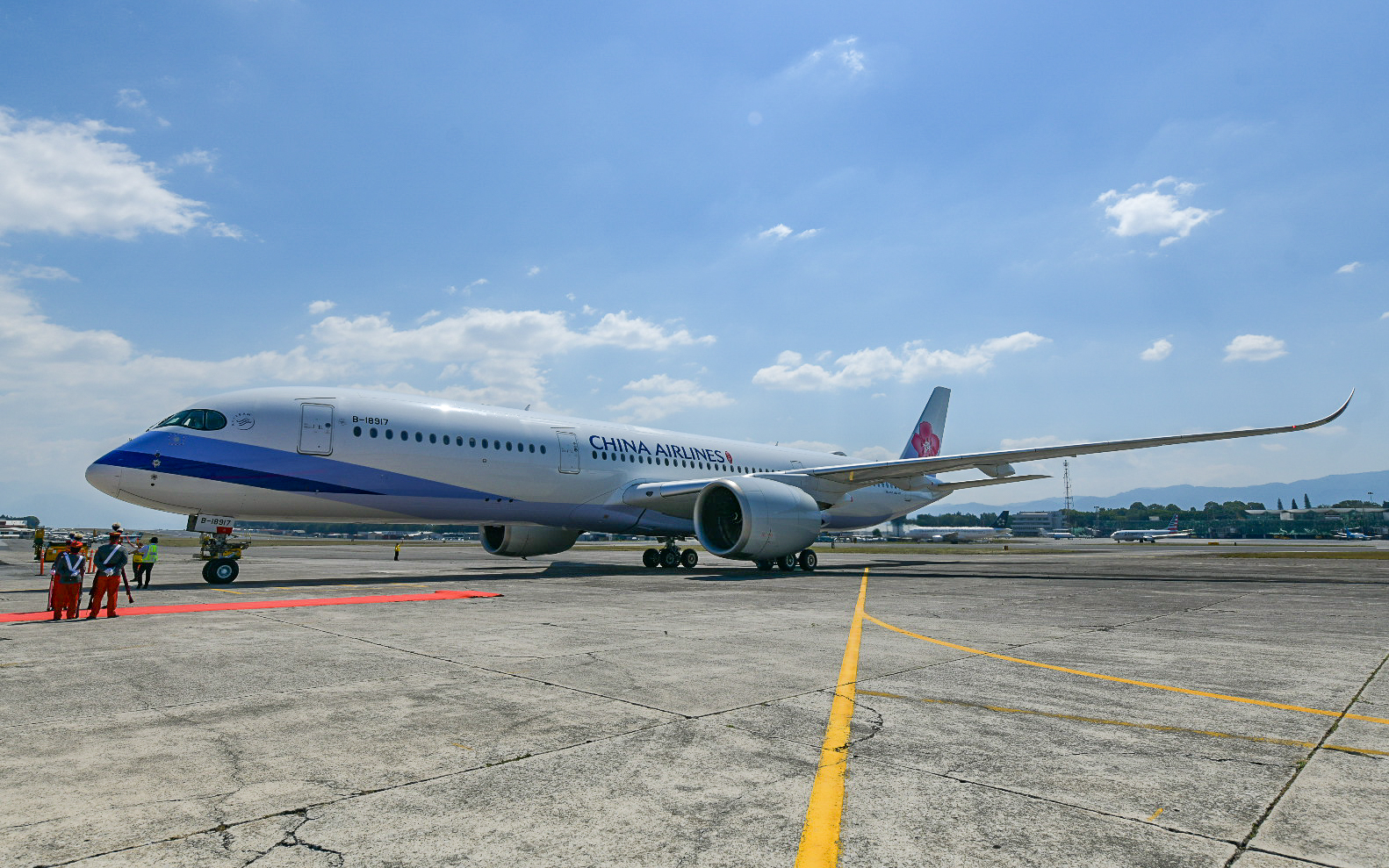
Airbus A350-941 de China Airlines sobre la rampa de la FAG
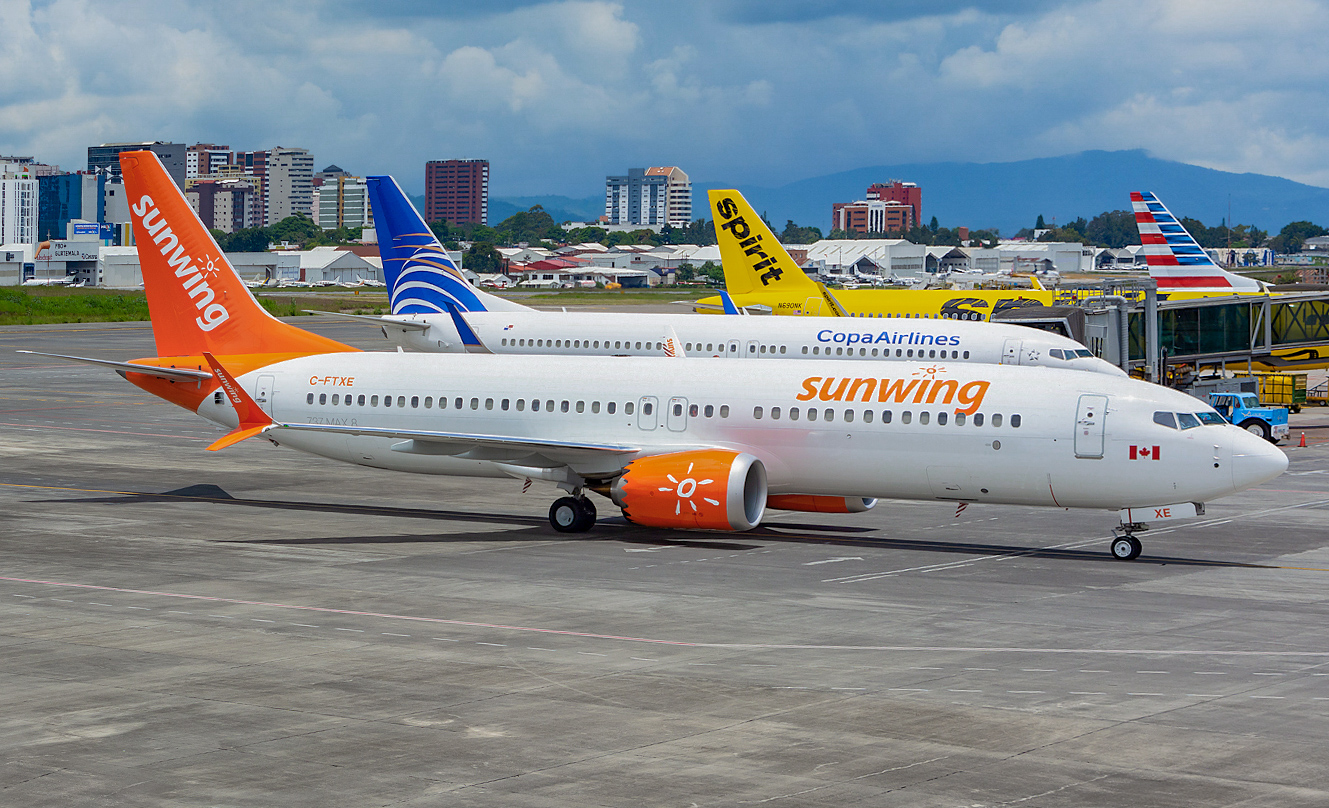
Boeing 737-8 MAX de Sunwing Airlines en la rampa norte
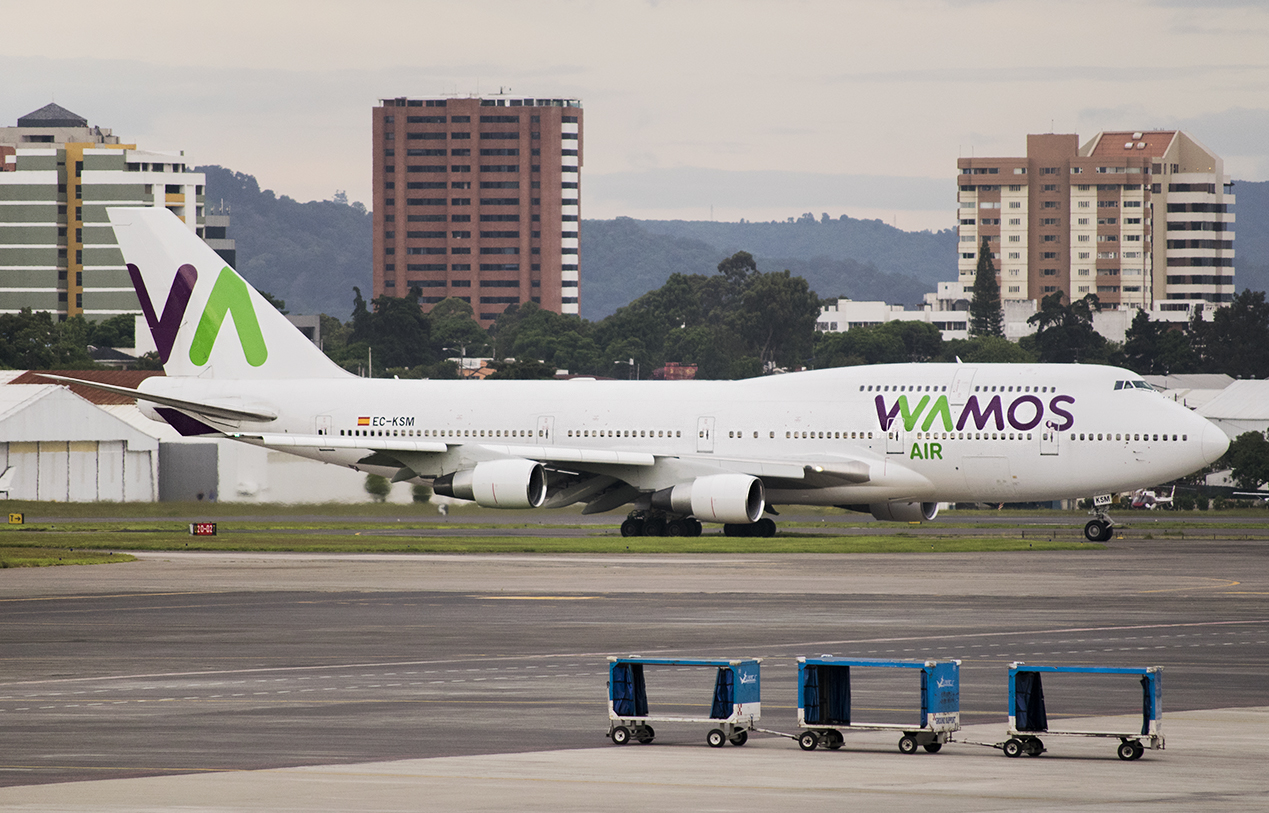
Boeing 747-412 de Wamos Air aterrizando desde Madrid
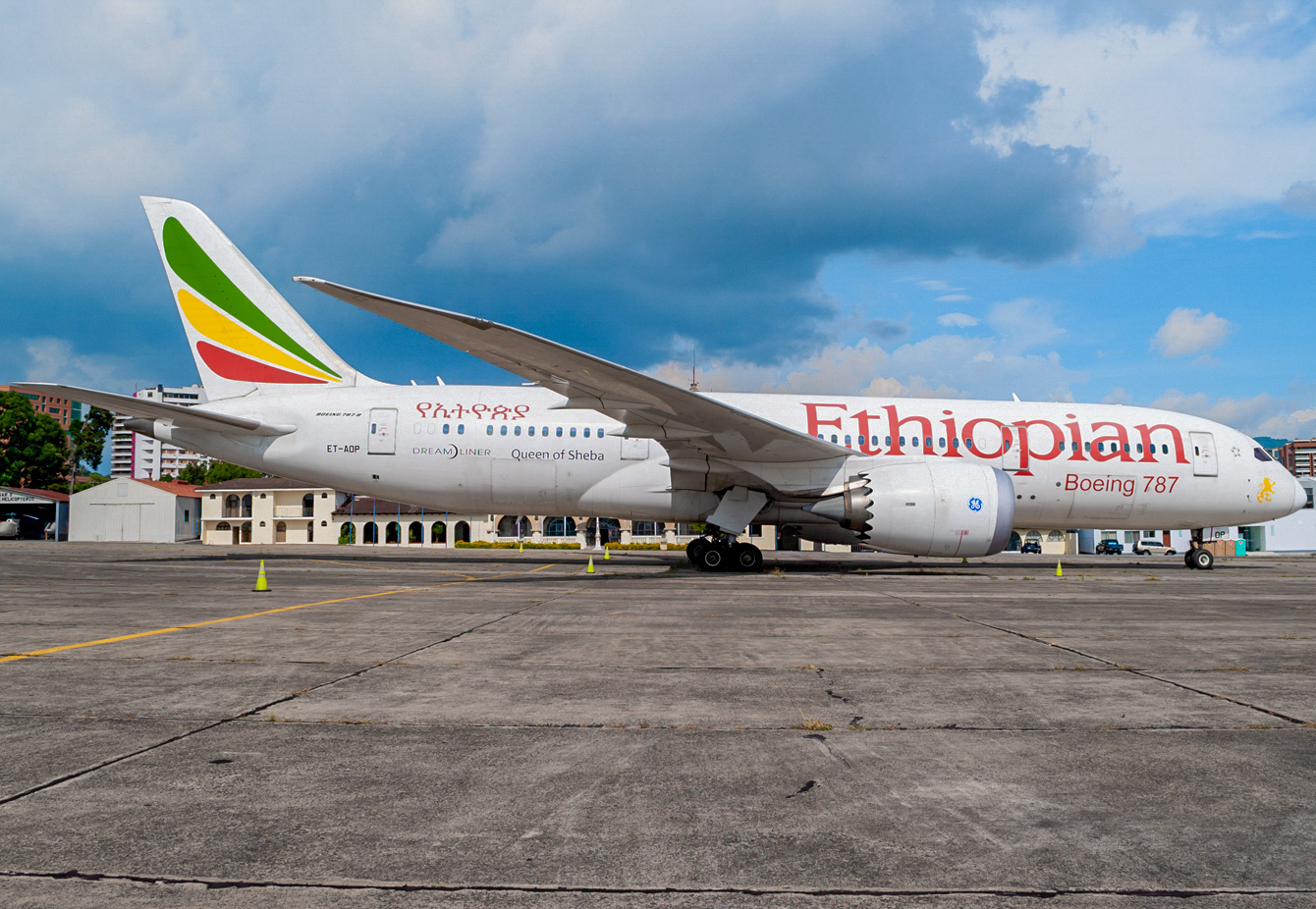
Boeing 787-8 Dreamliner de Ethiopian Airlines en la rampa de la FAG
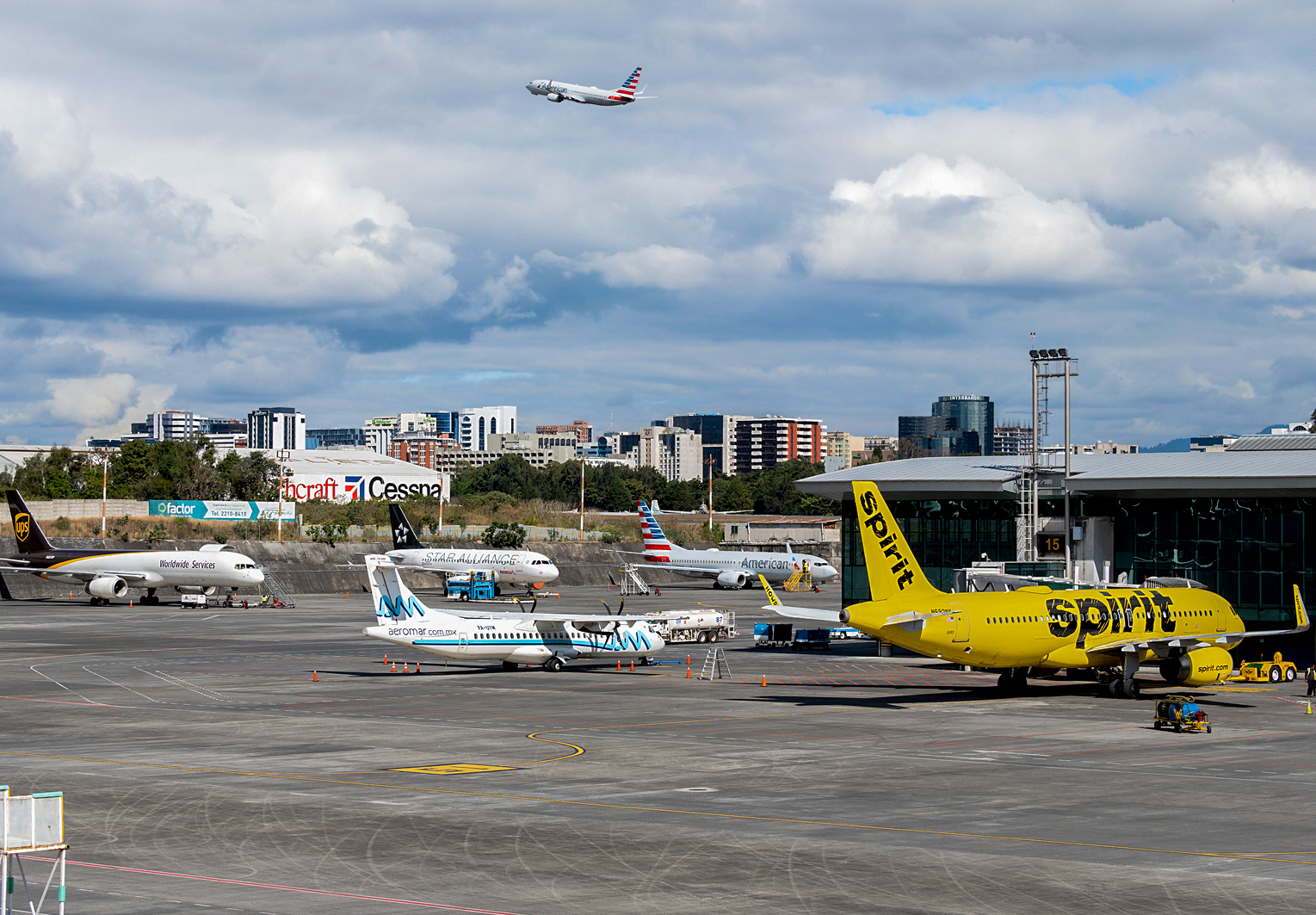
Rampa trasera del Aeropuerto Internacional La Aurora
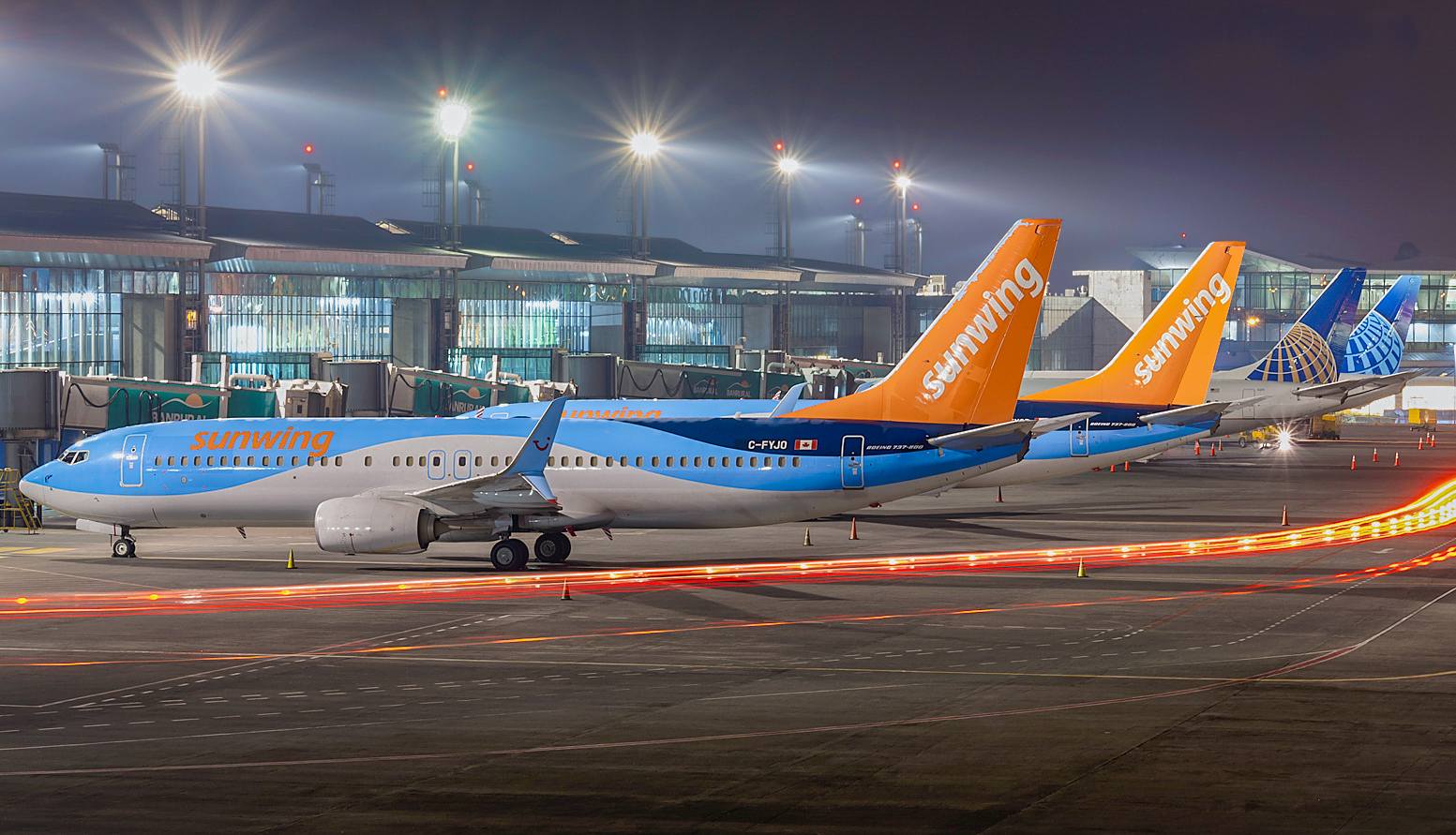
Boeing 737-8K5 de Sunwing Airlines en la rampa trasera
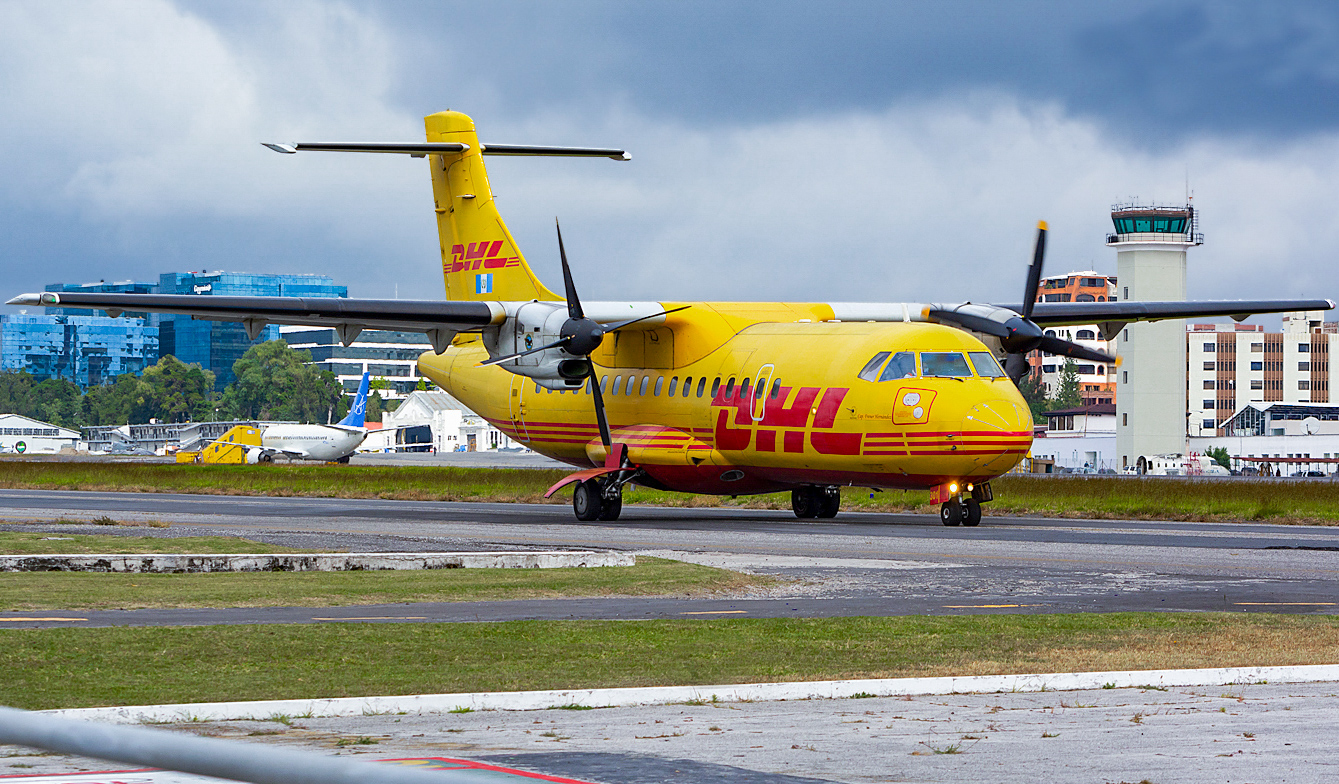
ATR 42-300 de DHL de Guatemala sobre la calle de rodaje
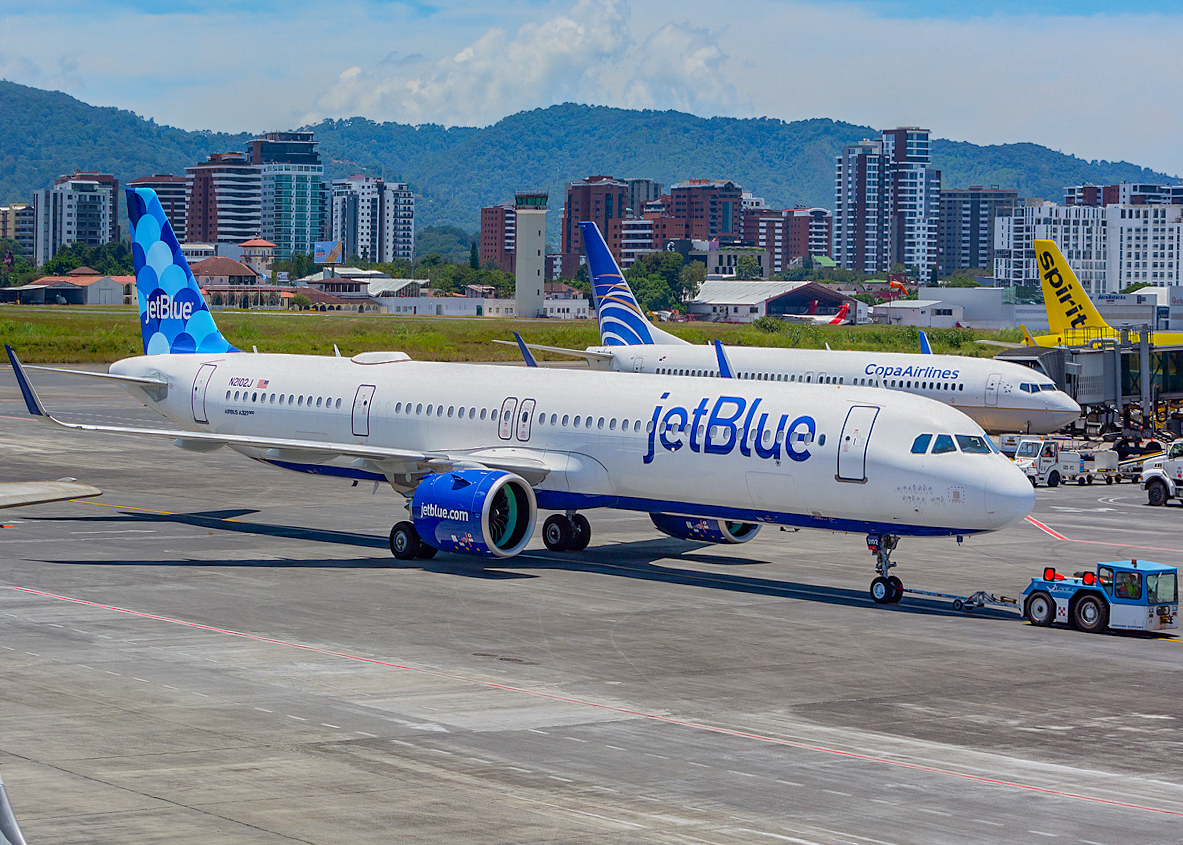
Airbus A321neo de JetBlue Airways próximo a despegar
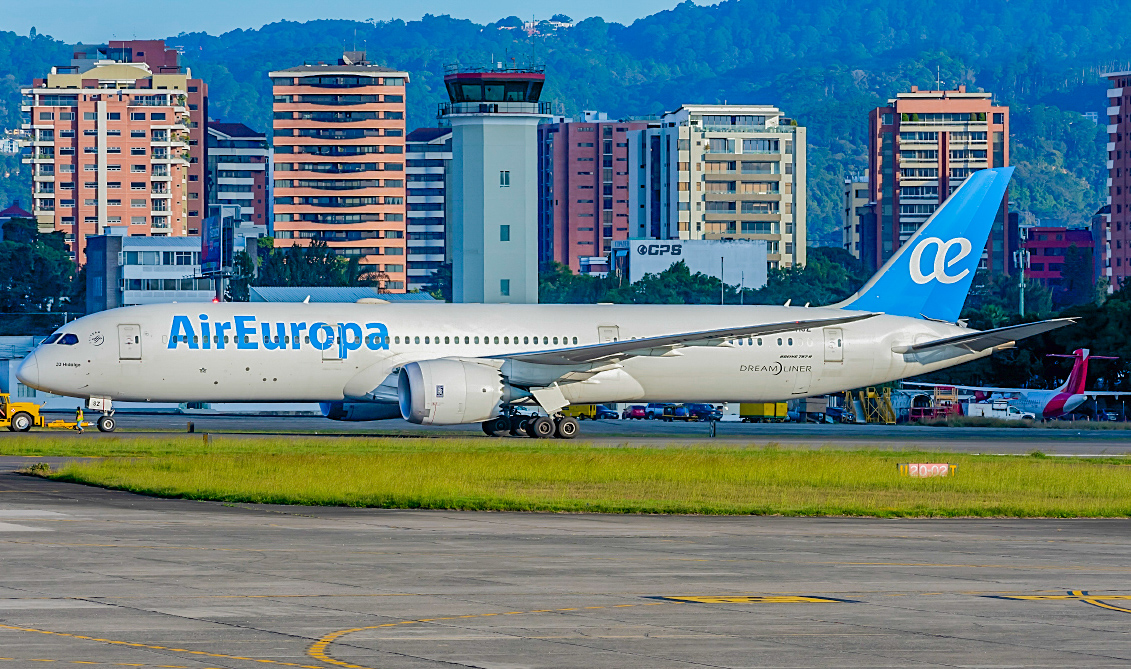
Boeing 787-8 Dreamliner de Air Europa
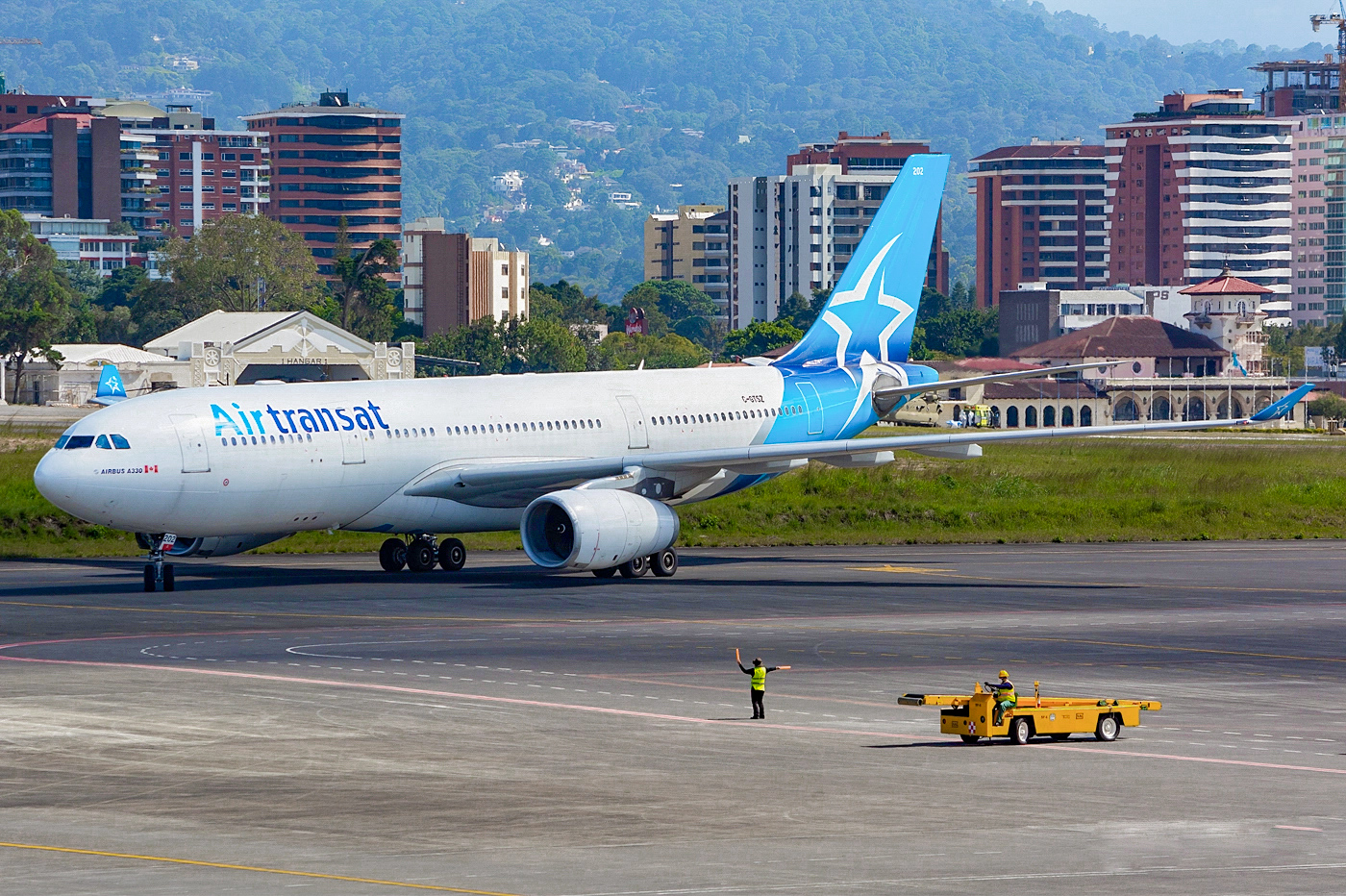
Airbus A330-243 de Air Transat ingresando a la terminal de pasajeros
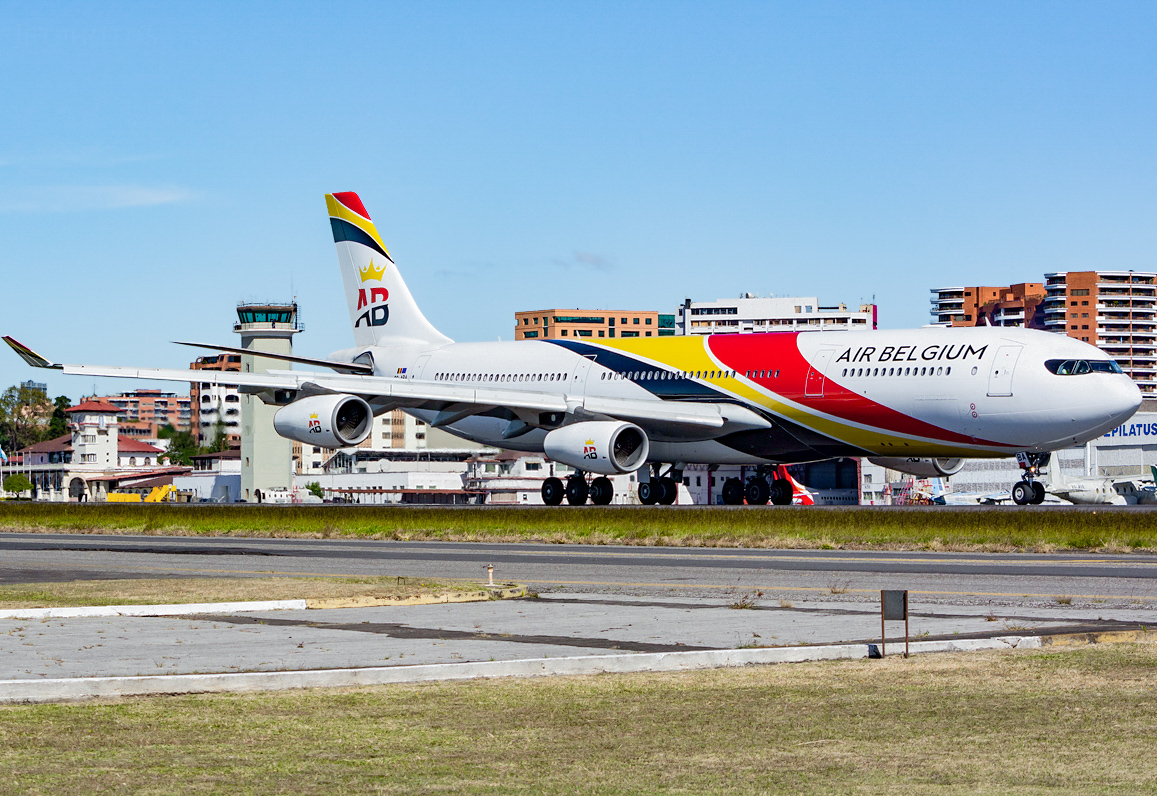
Airbus A330-200 de Air Belgium sobre la pista 02/20
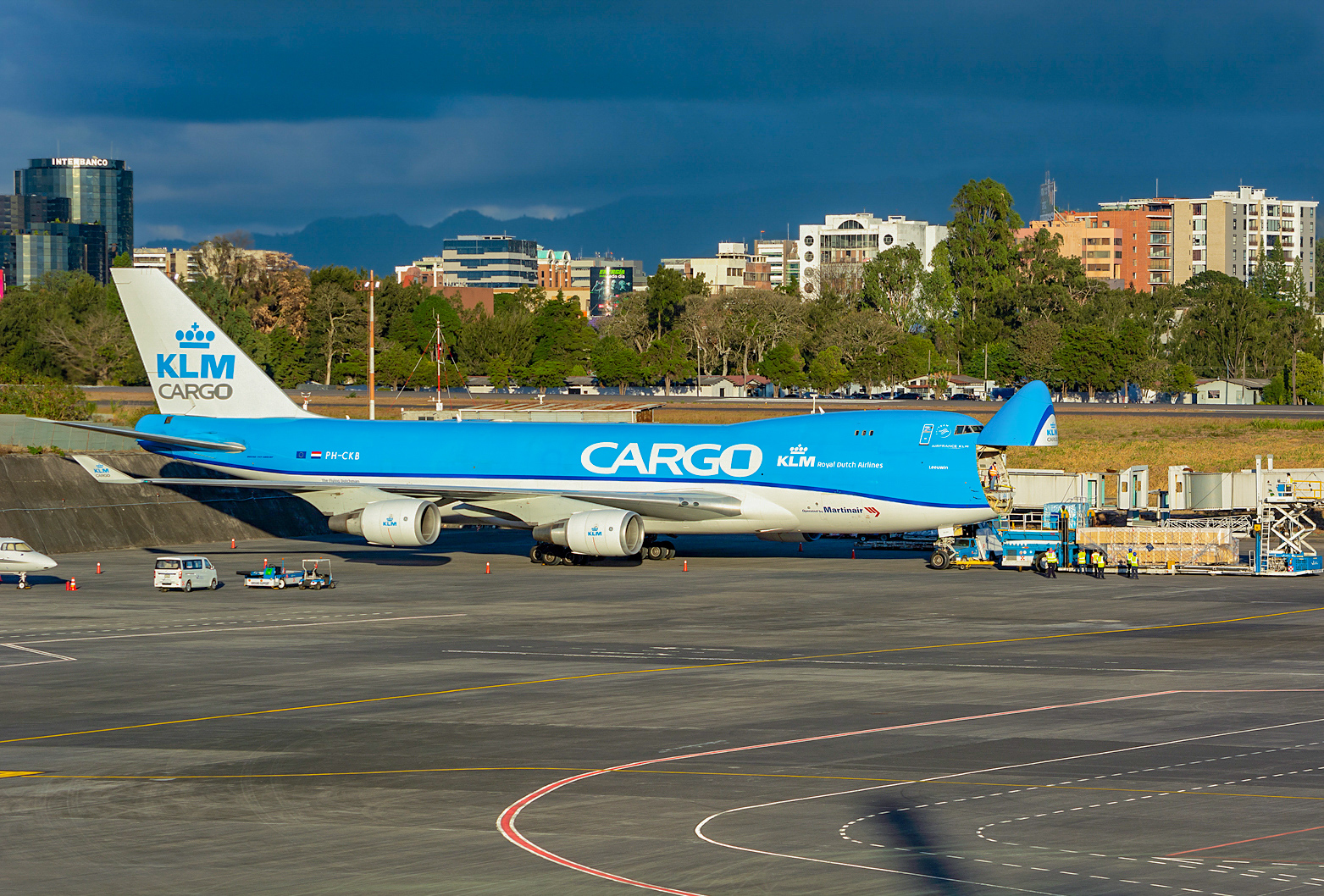
Boeing 747-406ERF de KLM Cargo en la rampa norte
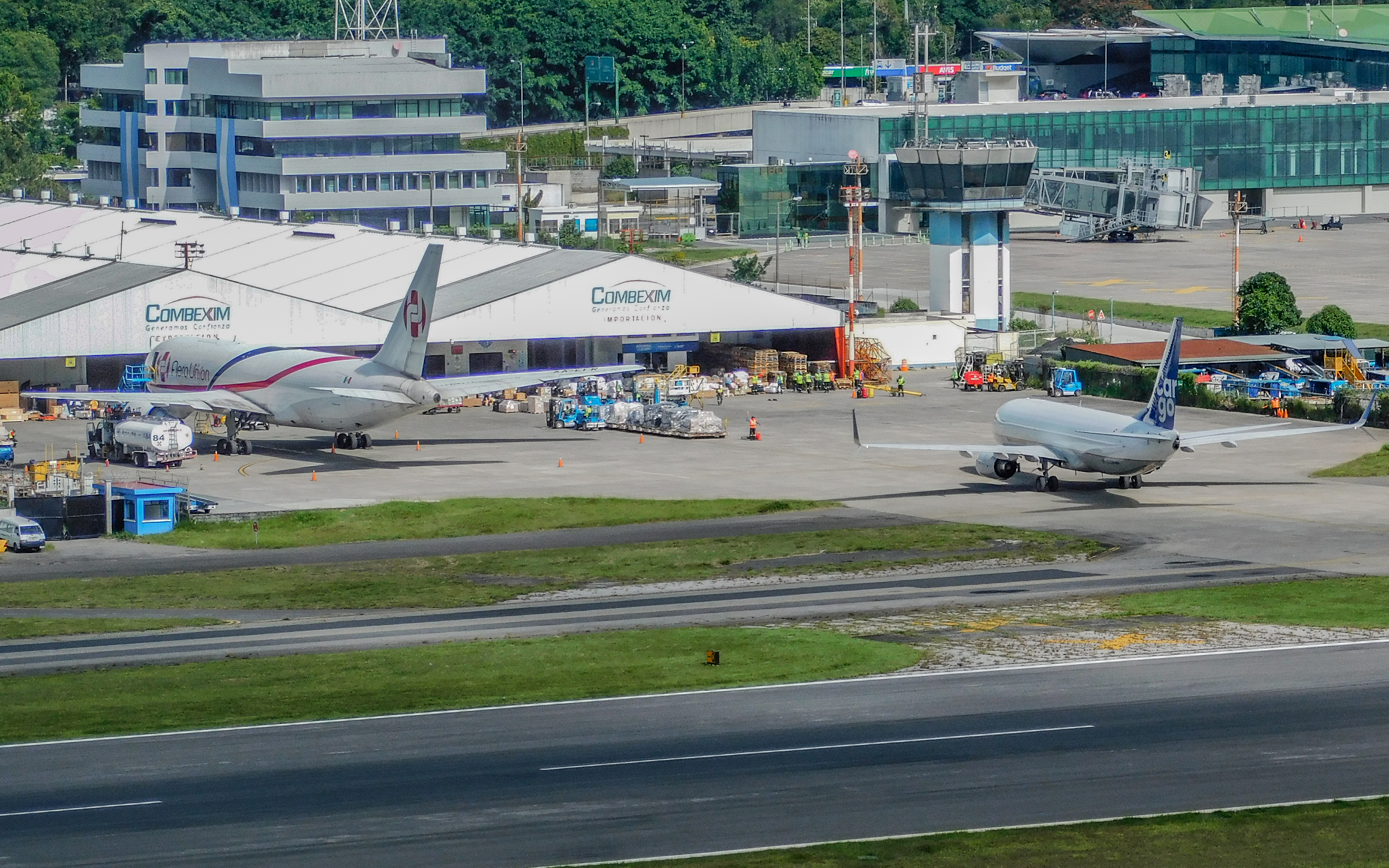
Zona de carga de COMBEX-IM en el aeropuerto

## Aeropuertos cercanos
Los aeropuertos más cercanos son:
- Aeropuerto Internacional de El Salvador (181 km)
- Aeropuerto Internacional de Occidente (196,5 km)
- Aeropuerto Internacional de Tapachula (199 km)
- Aeropuerto de Punta Gorda (249 km)
- Aeropuerto Internacional Mundo Maya (268 km)
- Aeropuerto Internacional Ramón Villeda Morales (296km)